# Agrumes chinois

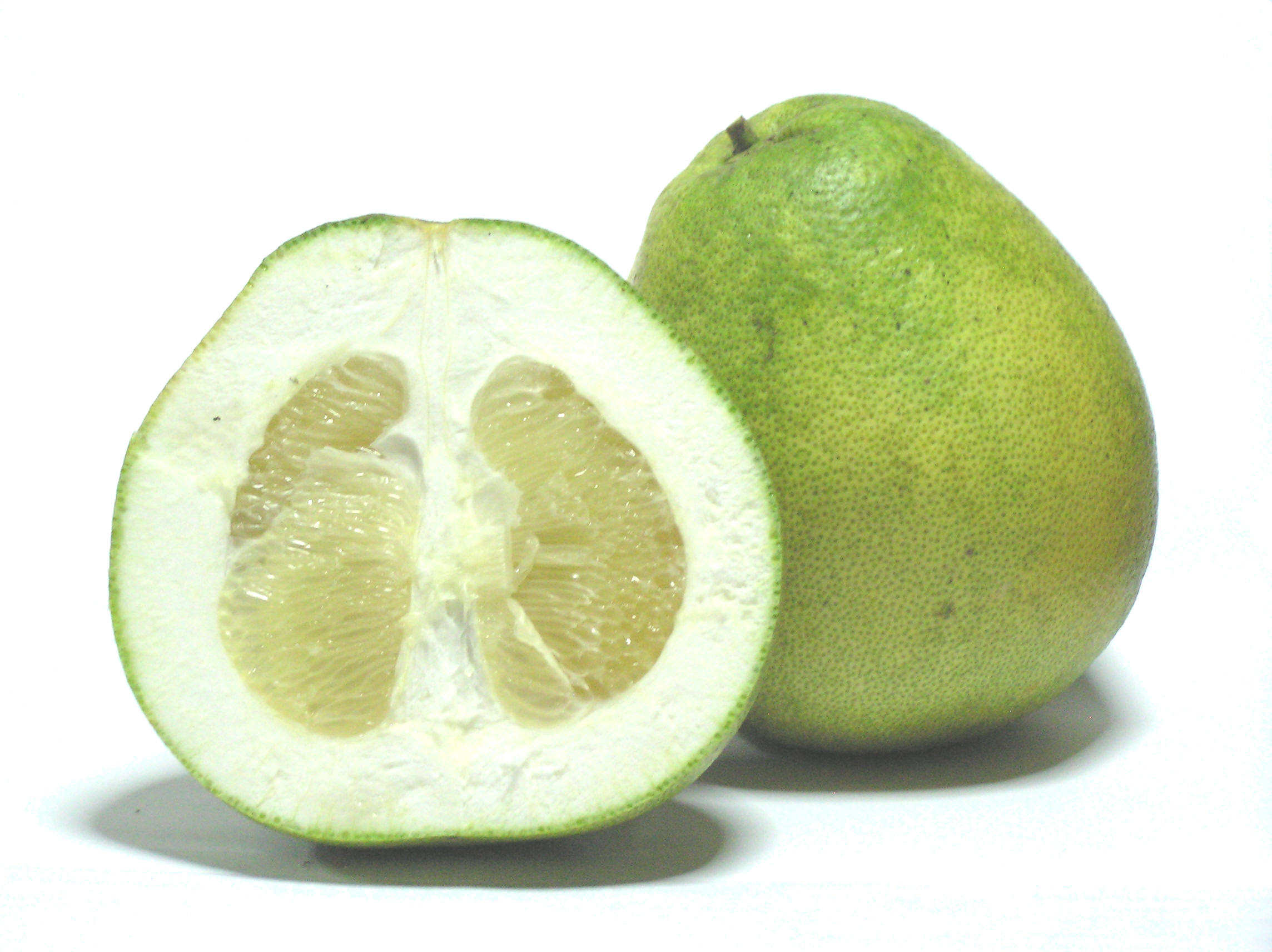
Pomelo blanc. La Chine produit et consomme plus de la moitié des pomelos dans le monde

La Chine est un centre de primo-domestication de nombreuses variétés d'agrumes depuis 4 000 ans, elle est de loin le plus gros producteur mondial d'agrumes. La biodiversité des agrumes chinois est impressionnante et en général mal connue hors de Chine qui consomme la quasi-totalité de sa production.

## Importance économique
En 2019, la Chine représente 26,3 % de la production mondiale d'agrumes devant le Brésil (13,7 %) et l'Inde (9,3 %), sa production est supérieure à celle de l'Europe et des États-Unis réunis (2019 source FAO, la FAO donne une production chinoise totale de 37,7 millions de t, les sources chinoises de 43,6). Le pays consomme tous ses fruits, soit 32,43 kg par habitant, il n'exporte que 2 % de sa production (principalement vers la Vietnam 21 %, la Malaisie 13 %, la Russie 11 %) et ses importations sont marginales. Cette production est en croissance forte depuis 1950, sa structure est constante : 53 à 55 % de mandarines et apparentées - dont mandarines décoratives - , 27 à 30 % d'oranges douces, 10 % de pomelos (C. maxima). Les cultures sont réparties sur les provinces suivantes par ordre d'importance: Guangxi premier producteur, Jiangxi, Hubei, Hunan, Guangdong, Sichuan pour plus de 10 % de la production chacune, puis Chongqing et les provinces littorales Fujian, et Zhejiang.
La Chine a été touchée par Candidatus Liberibacter asiaticus en 1956. La maladie lui doit son nom: 黃龍病 (Huánglóng bìng) maladie du dragon jaune qui y est présente avec une forte diversité génétique. Sa pathogénicité est forte chez l'oranger et moins grave chez le pomelo (les interdits sanitaires de transport de ces plantes doivent être respectés).

### Recherche et innovation
Depuis 2010 la recherche chinoise sur les agrumes est leader mondial dans les domaines de la génomique, de l'exploration et de l'utilisation des ressources, de l'innovation en matière de matériel génétique. La nouvelle variété de fruit mâle stérile et sans pépins, 华柚2号 'Huayou n° 2' est la première variété d'agrumes au monde obtenue directement par fusion de protoplastes de mandarine Wenzhou mâle-stérile et de pomelo HB (2019).

## Une vieille culture des agrumes

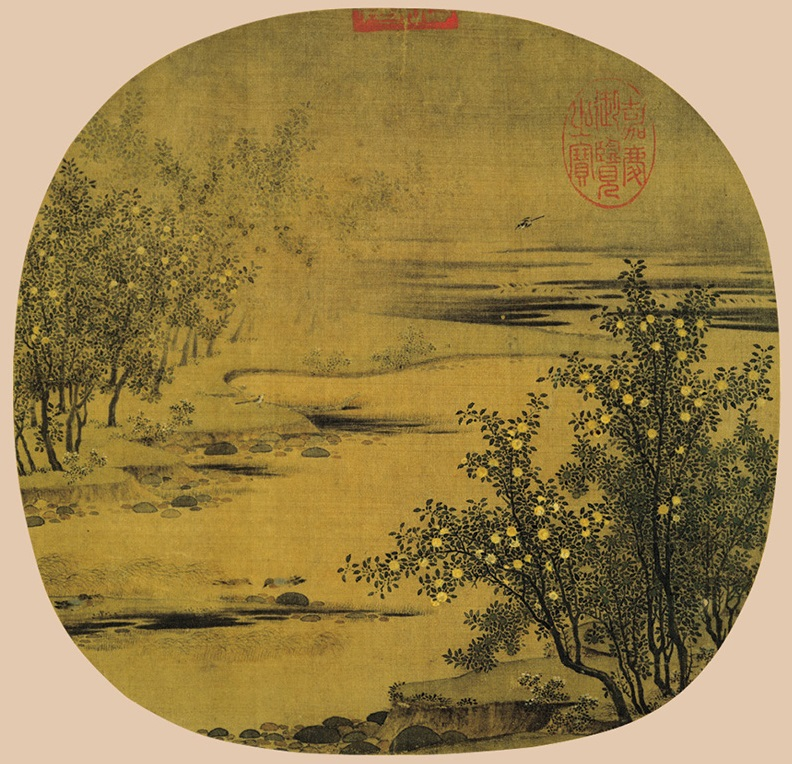
Eventail de la dynastie Song d'après le poème de Su Shi mandarine verte et orange jaune.

Les agrumes sont cités dans le traité de géographie Yu Gong (Xia Shu, 2200 av. J.-C.) consacré à la dynastie Xia. Dès ces temps reculés les agrumes sont cultivés et admirés, Ju You (mandarines et pomelo) désignent des fruits offerts en hommage à l'empereur. Le poème 橘颂|  (Jú sòng) Éloge de l'oranger (un mandarinier selon certains) attribué à Qu Yuan (340 - 278 av. J.-C.) glorifie les qualités de l'agrume aussi hautes que celle d'un fin lettré. Marie Bizais (2008) en a donné une belle traduction française:

« Feuilles vertes, pour la joie, aux blanches fleurs mêlées,
Branches lourdes, fines épines, fruits ronds en paume roulant,
Jaune et vert confondus formant motifs brillants,
Teinte pure, blanc dedans : au bon lettré semblant !
Profusion, élégance d’une beauté sans tache… »

Dans des tombes de la dynastie Han (200 av. J.-C.) dans le Hunan et le Hubei, des récipients funéraires contiennent des graines d'agrumes, des peaux séchées (Chenpi) et des yuzus (C. junos).

Dès cette époque les 4 espèces d'agrumes cultivés sont nommées distinctement: yòu [柚] le pomelo, gān [柑] la mandarine, jú [橘] l'orange douce et chéng [橙] la bigarade. La première monographie en 3 volumes parait en 1178, par Han Yanzhi, elle décrit 27 variétés dont mandarine, orange douce, bigarade, cédrat, Poncirus et kumquat ainsi que la culture (la sélection nucellaire, la greffe etc.).

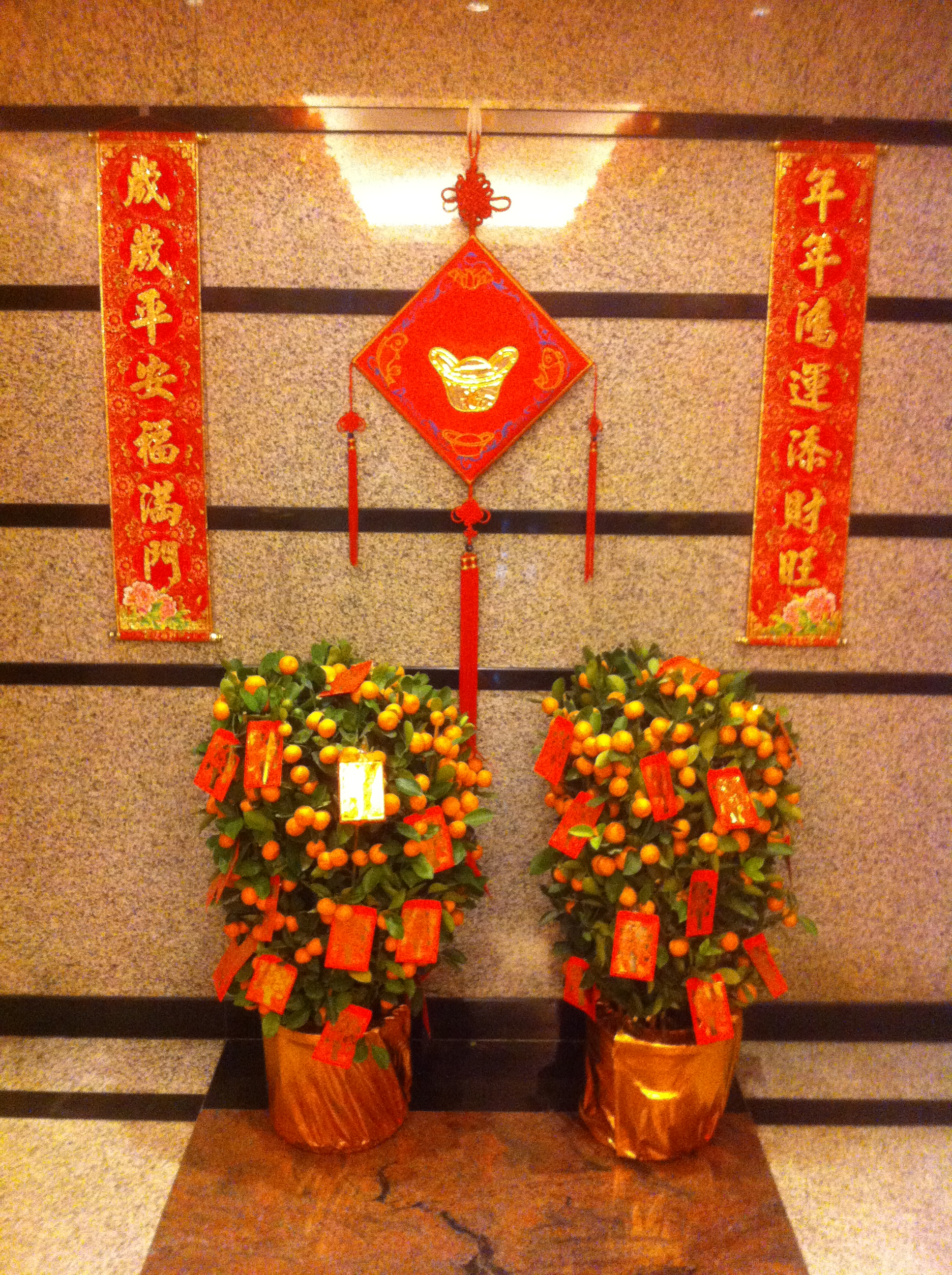
orangers du Nouvel an

### Un fruit porte-bonheur
À propos de la place des agrumes (oranges, mandarines) dans la vie des chinois François Rouget écrit «il y a toujours offrande d’oranges après les repas. Au nouvel an, on décore l’entrée des immeubles et magasins avec des arbustes couverts de petits fruits (mini mandarines) symboles de bonheur et de fertilité. Dans leurs cimetières, fleurs et oranges sont des offrandes courantes» (2001). L'orange est symbole du bonheur, de longue vie, donner des oranges aux enfants veut dire: Longue vie bien des années après celle-ci. Les oranges sont le cadeau par excellence: la Reine-mère de l’Occident qui règne sur les esprits des monts Kwoun-loun donna à l’empereur des fruits d’un oranger vieux de dix mille ans. Kum signifie or, signe céleste et aussi orange (d'où Kumquat cultivé dans les zones froides où l'oranger n'est pas rustique), kam jaune, l'orange symbolise la chance, la prospérité.

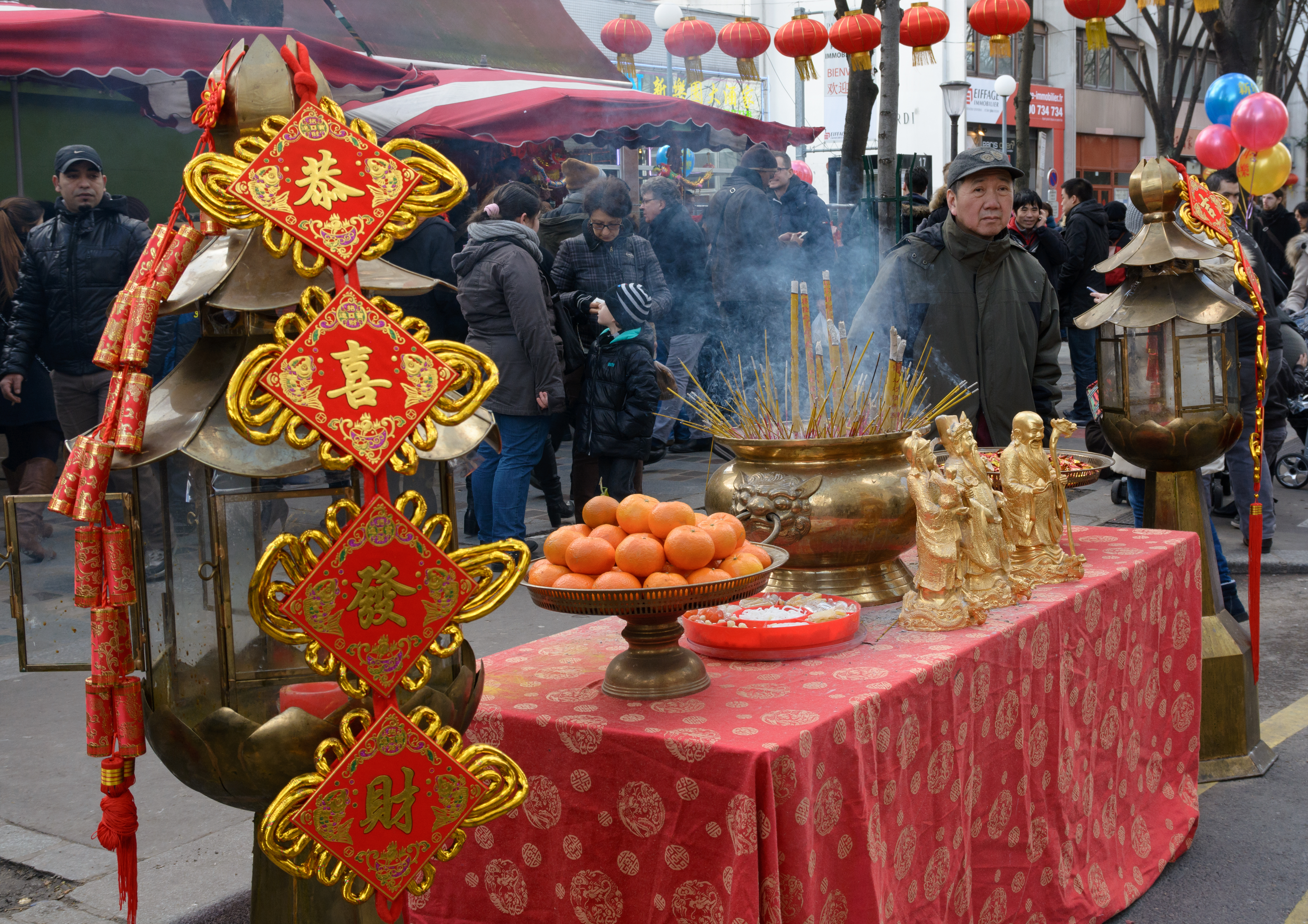
Tangors sur un autel lors du Nouvel an (Paris, 2015)

### Un fruit de fête
La fête du printemps ou Nouvel an chinois est précédée d'un grand nettoyage, la maison est lavée de préférence avec des feuilles de pamplemoussier, le dernier jour de année, on prend un bain de feuilles de pamplemoussier. Pour le nouvel an des arbres de petites mandarines ou de kumquats, bien colorés sont exposés partout en signe de bonne fortune. 

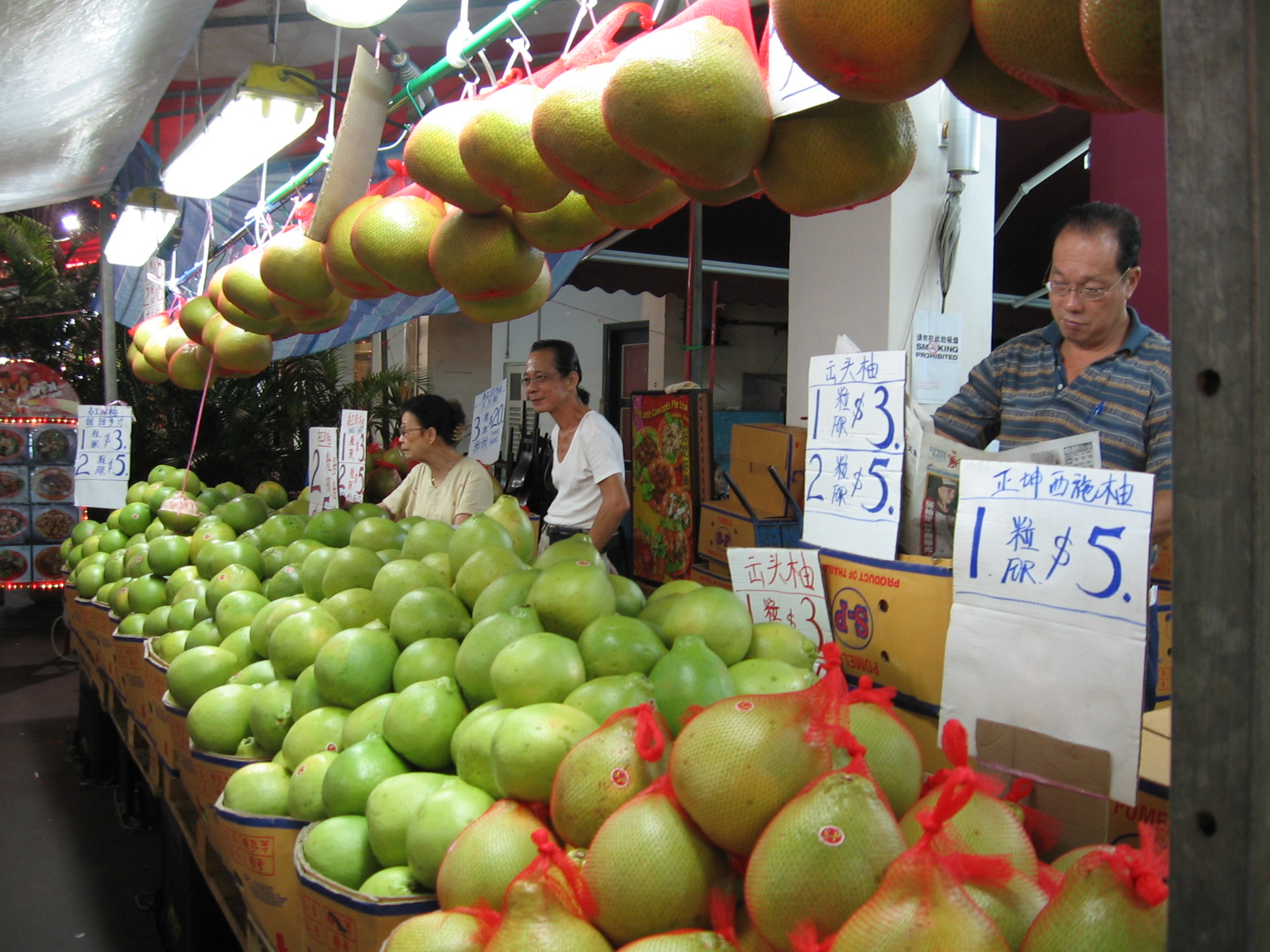
Les fêtes de mi-automne à Singapour

Lors de la fête de la mi-automne ou fête de la lune - la pleine lune est un symbole pour le regroupement familial - à côté du gâteau de lune traditionnel on sert un pomelo coupé sur une assiette ou sculpté, la peau fait des lanternes. On pose sur sa tête la peau du demi pomelo comme porte bonheur. Manger un pomelo donne l'espoir d'être béni par la Lune d'automne.
Le Festival chinois des agrumes (depuis 2001) se tient mi-octobre à Shimen dans le Hunan organisé par le ministère de l'Agriculture et le gouvernement populaire de la province.

### Un fruit qui soigne
La médecine traditionnelle chinoise fait un grand usage des chenpi qui sont des peaux d'agrumes séchées, les indications sont nombreuses des taches de rousseur à l'inflammation de la rate. La recherche actuelle confirme la forte capacité anti-oxydante du chenpi de ponkan (C. reticulata Blanco) et de tankan (C. tankan Hayata), de même pour celui de peau de pomelo hypolipidémiant traditionnel dont l'action antioxydante est vérifiée. C. reticulata 'Chachi' cultivée dans le Guangdong, district de Xinhui produit un chenpi bénéficiant de labels de qualité chinoise. La peau du Daidai immature, bigarade chinoise  (C. aurantium var. daidai) est utilisée contre l'indigestion, les douleurs abdominales, la constipation, et la dysenterie.

## Les variétés cultivées
La diversification des cultivars en culture connait un rythme soutenu (10 variétés nouvelle introduites chaque année entre 2009 et 2019).

### Les oranges douces
橙子 (chéngzi) l'orange douce (le caractère primitif 橙 orange qui désigne l'arbre, le fruit et la couleur) est originaire du sud-est de la Chine et de l'archipel malais, d'où son nom Citrus sinensis. Elle fut diffusée par les arabes, les vénitiens et les portugais («on ne connaissait en Portugal aucune espèce des fruits et des légumes délicieux qui s'y trouvent aujourd'hui dans une si abondante variété, ce ne fut qu'en 1548 qu'on apporta de la Chine les oranges qui y croissent aujourd'hui pour ainsi dire spontanément.»).
Au regard de la médecine traditionnelle chinoise (qui ne recoupe pas la pharmacologie expérimentale), l'orange douce est humidifiante, elle combat la fièvre, stimule l'élimination des excès de rétention d'eau, sa peau est chaude (Yang), consommer une orange est déconseillé aux personnes fatiguées. Sa saveur est douce/aigre: elle tonifie le Yin.
Les variétés suivantes sont produites en grande culture.
| origine principale       | Image | noms | Notes |
| ------------------------ | ----- | --- | --- |
| Guangdong                |       | Hong Gjian cheng | 紅橙, hóng chéng, l'orange rouge, très populaire et classé comme le meilleur fruit pour les banquets d'État. |
| Sichuang et Jiangxi      |       | Sanguines, Beibei, Tongshui Jin cheng                                                                                 | 血橙, xuè chéng, l'orange sanguine, nombreuses sanguines sont d'origine méditerranéenne: Italie, Maroc. |
| Hunan                    |       | Daguo Bingtang cheng (冰糖橙), Dahong cheng asperme                                                                   | L'orange Bingtang originaire de Hongjaing (Hunan), connue sous les Ming, très douce, Indication Géographique National réputée pour sa qualité 150 à170 g. (il existe des mutants sanguins)                        |
| Hubei                    |       | Navel Huahong, Navel Zaohong, Xinjing 101 (il existye nombreuses Navel, du Gannan, du Xinfeng, de Xunwu, du Fuchuan . | 臍橙, orange nombril, a été introduite en Chine en 1870 depuis le Brésil. Depuis 1990 les obtentions locales se multiplient (orange Fengyuan 72-1, 91...), navel de Meishan, etc.                                 |

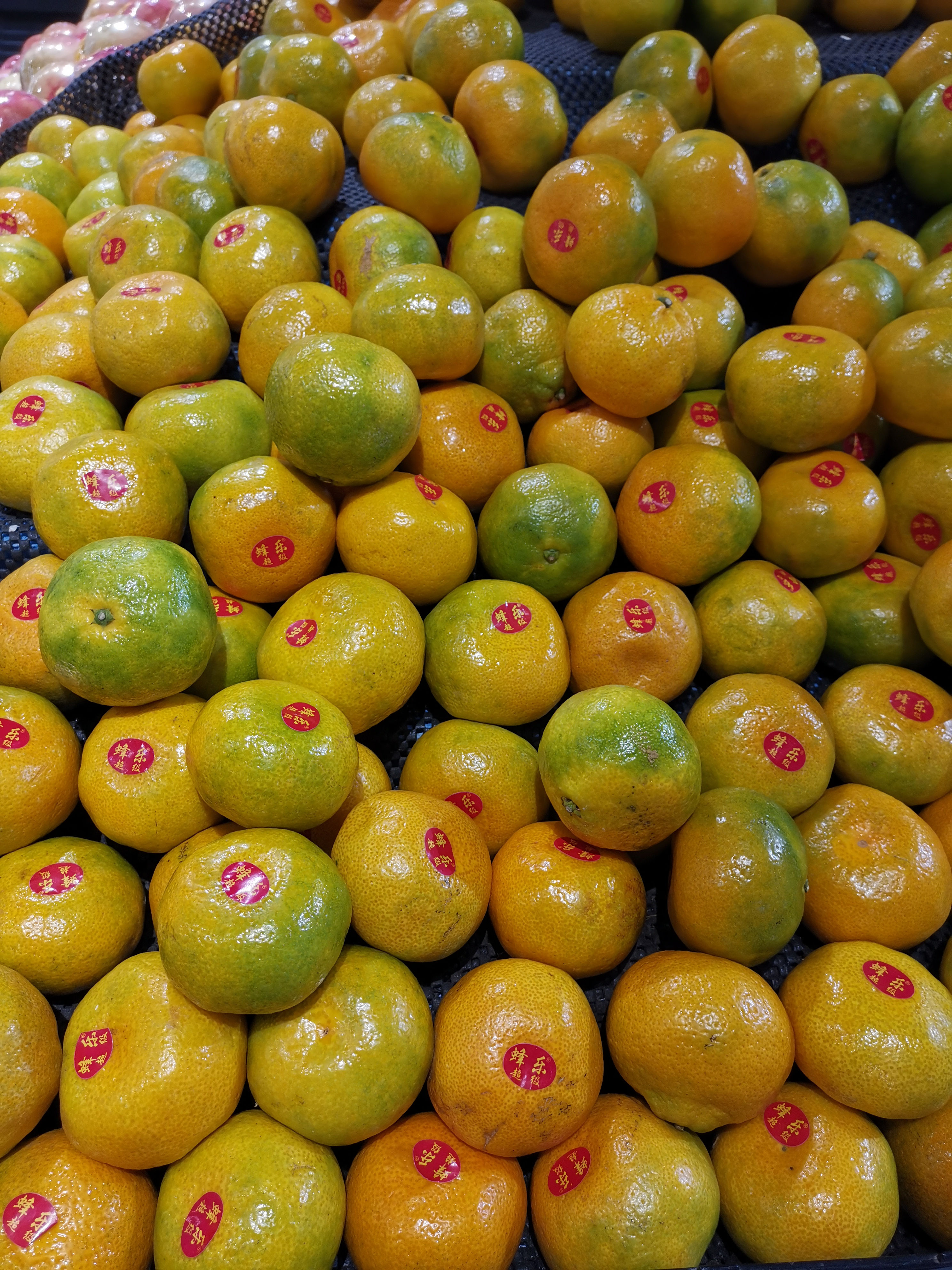
Mandarine Huangyan du district de Huangyan, dans le Zhejiang

| Shaanxi, Gansu, Yangxian |       | Zhongyu, Fengjiewancheng                                                                                              | 甜橙 tián chéng, orange douce, ces oranges maturité d'octobre à décembre sont acidulées, évoquent les Valencia. La variété Huyou est la meilleure du point de vue de la capacité antioxydante et de la nutrition. |
| Sichuan, Chongqing       |       | Orange à longue feuille                                                                                               | Nouvelle variété tardive et résistante au froid introduite en 2019 par l'Institut de recherche sur les agrumes de l'Académie chinoise des sciences agricoles. Fruit plutôt petit et sucré.                        |

### Les mandarines et leurs hybrides
L'encyclopédie impériale chinoise (Yu Kung) mentionne une mandarine dans une liste de fruits hommage à l'empereur Yu le Grand (entre  2205 et 2197 av. J.-C. ). On distinguait traditionnellement comme meilleurs agrumes les mandarines 2 groupes: les mandarines à peau amère (chû, C. deliciosa) et les mandarines à peau douce (kan, C. deliciosa). La première était surtout utilisée en médecine, il en existe de multiples variétés (rouge, tétine, de montagne, dorée d'hiver qui est le kumquat, etc.), la seconde, tout aussi diverse est un fruit de bouche.
L'origine des mandarines et l'apparition des espèces cultivées modernes est une longue histoire qui - au départ de la Chine et des îles Ryukyu où elles arrivent vers le VIIIe siècle - a été largement élucidée en 2021. Les géniteurs de ce groupe sont les chinoises Mangshanyeju (mandarine sauvage «ju» de la région de Mangshan, montagnes de Nanling) et Kishuu (C. kinokuni hort. ex Tanaka var Kishuu mikan et Nanfengmiju) elle-même est hybridation de la mandarine continentale C. reticulata Blanco de C. kinokuni hort. ex Tanaka avec un second groupe géniteur Kunenbo Sp (C. nobilis Lour. var. kunip Tanaka var Kunenbo et Bendiguangju) de Chine méridionale qui aurait diffusé vers Taïwan puis le îles Ryukyu. C'est là que d'autres hybridations sont à l'origine des satsuma (Citrus unshiu Marc.) et autres espèces cultivées en Chine et au Japon.

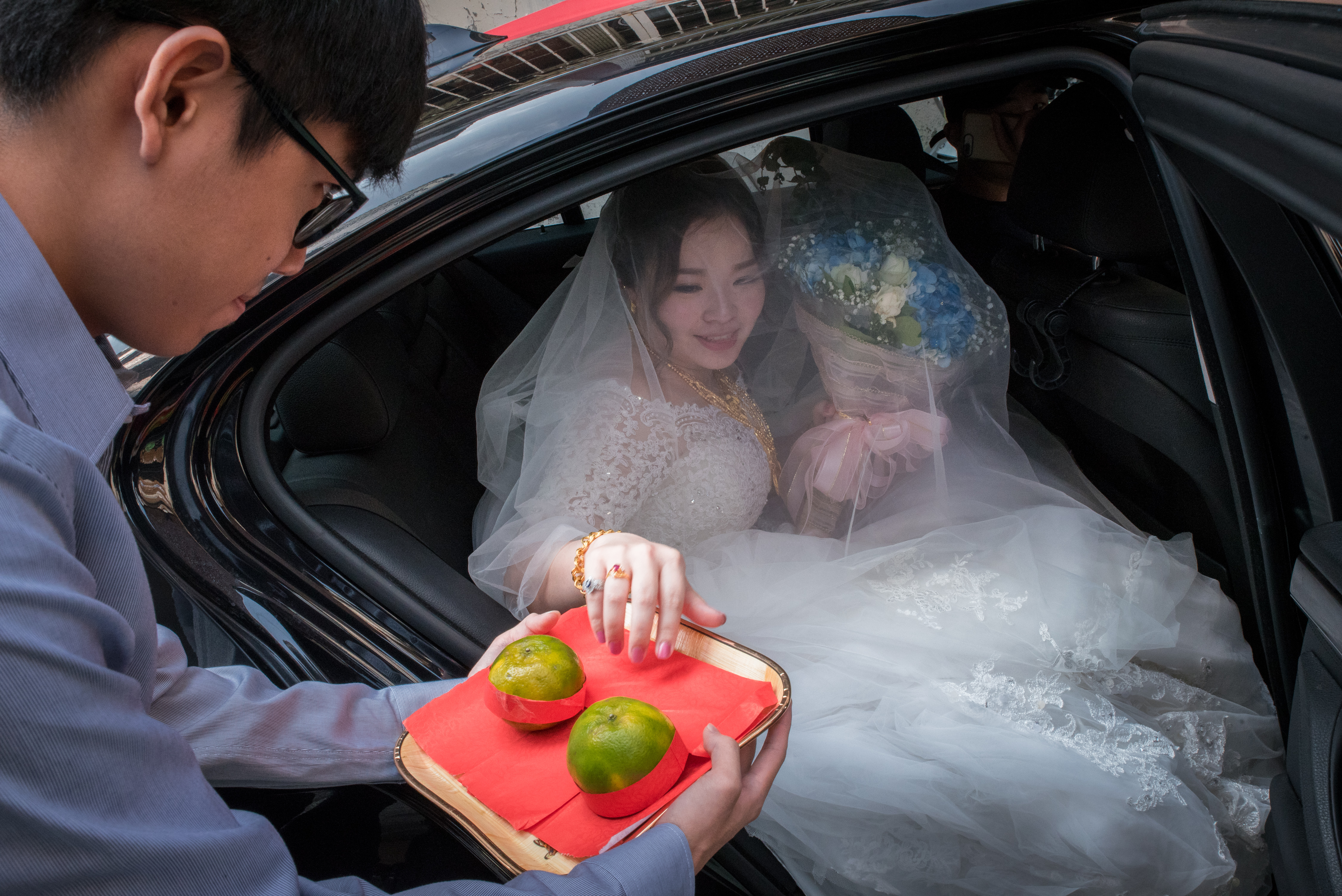
Baijiao: révérence de la mariée à la chaise à porteurs (elle doit toucher le ponkan)

#### Satsuma
La mandarine Wenzhou 温州蜜柑 (Wēnzhōu mìgān) (C. unshui) est le type des satsuma, principale variété cultivée en climat chaud. Les cultivars sont parfois japonais : Miyagawa, Owari, Ikeda souvent chinois: Kamei, Yuanhong, Pine, Chashan...

#### Ponkan
Ponkan, 椪柑 (Pènggān), C. reticulata Blanco cv. Ponkan ou C. poonensis Tanaka, est une pure mandarine (certains auteurs signalent un faible niveau d'introgression avec C. maxima) très populaire avec de nombreux cultivars:  湖南的梅柑 (Húnán de méi gān) la prune du Hunan, 建水的白橘 (Jiànshuǐ de báijú) la mandarine blanche de Jianshui, 橘均 (Jú jūn) la mandarine tachibana du Xishuangbanna, des hâtives des tardives, Aiyuan de pleine saison, des molles, des dures.

Ponkan est une mandarine douce facile à peler, son nom proviendrait de la langue hoklo où il signifie boursouflé. L'innovation variétale est dynamique (Xinsheng type 3 donne un gros fruit de 150 g avec peu de graines, Yanxi Wanlu, plate tardive à peau très fine et sucrée (12 à 13 ° Brix), précoce de Zhongyan qui peut peser jusqu'à 500 g, maturité début novembre, etc..

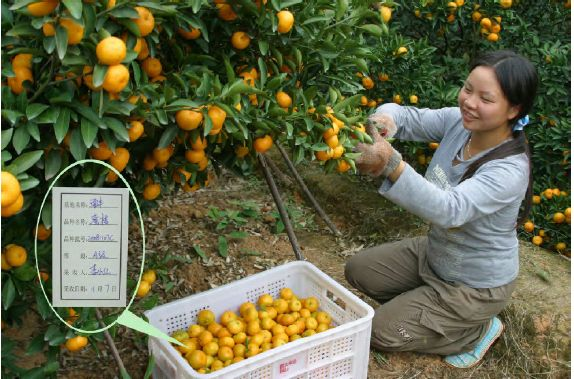
récolte de kinokuni

### Autres mandarines faciles à peler

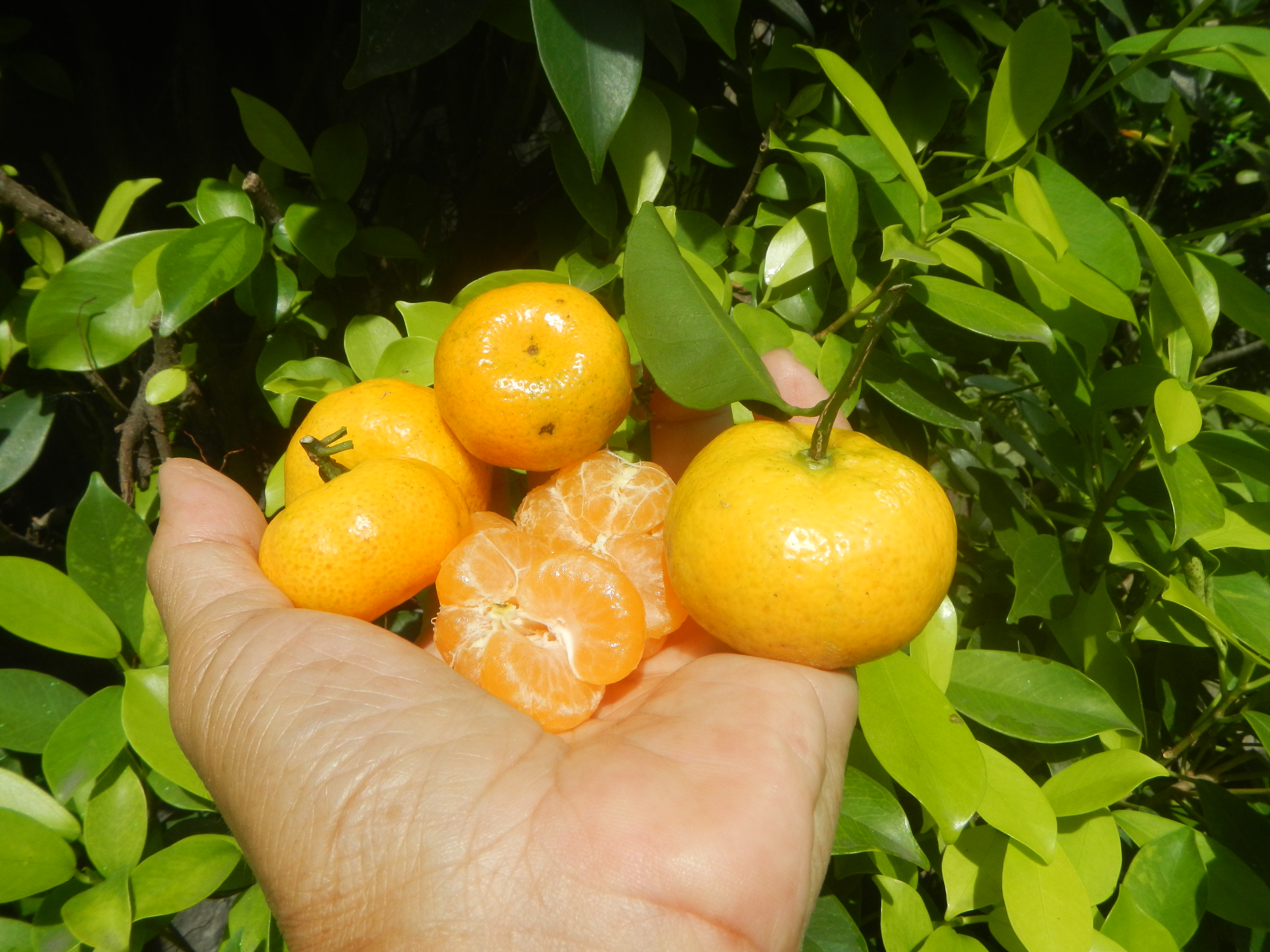
mini mandarine

La mandarine de Huangyan (黄岩蜜橘 (Huángyán mì jú)) du Zhejiang est une variété de climat subtropical à peau lâche à large diffusion, 天台山蜜橘 (Tiāntáishān mì jú) la Mandarine de Montagne du Tiantai (C.succosa) joli petit fruit de 50 à 80 g avec un col, beaucoup de graines, sert à faire des conserves.

#### Les mini mandarines
Ces petits fruits décoratifs, jolis, précieux sont très appréciés en Chine, à Taïwan, à Okinawa et au sud du Japon. Il ne saurait être question de citer tous les multiples cultivars.
Mandarine agate, mandarine ridée 玛瑙柑 / 皱皮柑 (Mǎnǎo gān / zhòu pí gān): très cultivée (Sinocitrus verrucosa Tseng) existe sous de nombreuses variantes le plus souvent décoratives. 九月黄 (Jiǔyuè huáng), la Jaune de septembre, Fukushu (C. erythrosa) petite mandarine de 50 g à peau lâche hâtive, très décorative, masse de fruits en grappes, cultivée dans la région de Sanhu dans le Jiangxi. 十月橘 (Shíyuè jú) dite mandarine de sucre, mandarine d'octobre, est originaire de la ville de Sihui dans le Guangdong dont il existe une variante hâtive (la mandarine d'août), la peau tachetée de vert est signe de sucre.

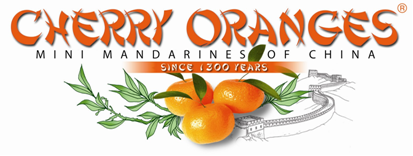
Les mini mandarines sont appelées mandarine-cerise

C. tachibana parfois C. × aurantium var. tachibana Makino,  立花橘 (Lìhuā jú) est considérée comme une mini mandarine sauvage de Taïwan, son nom provient de tokijuki qui signifie conserver son parfum (renommé) quand vient le froid, son origine chinoise est discutée.

##### La mandarine du Nanfeng

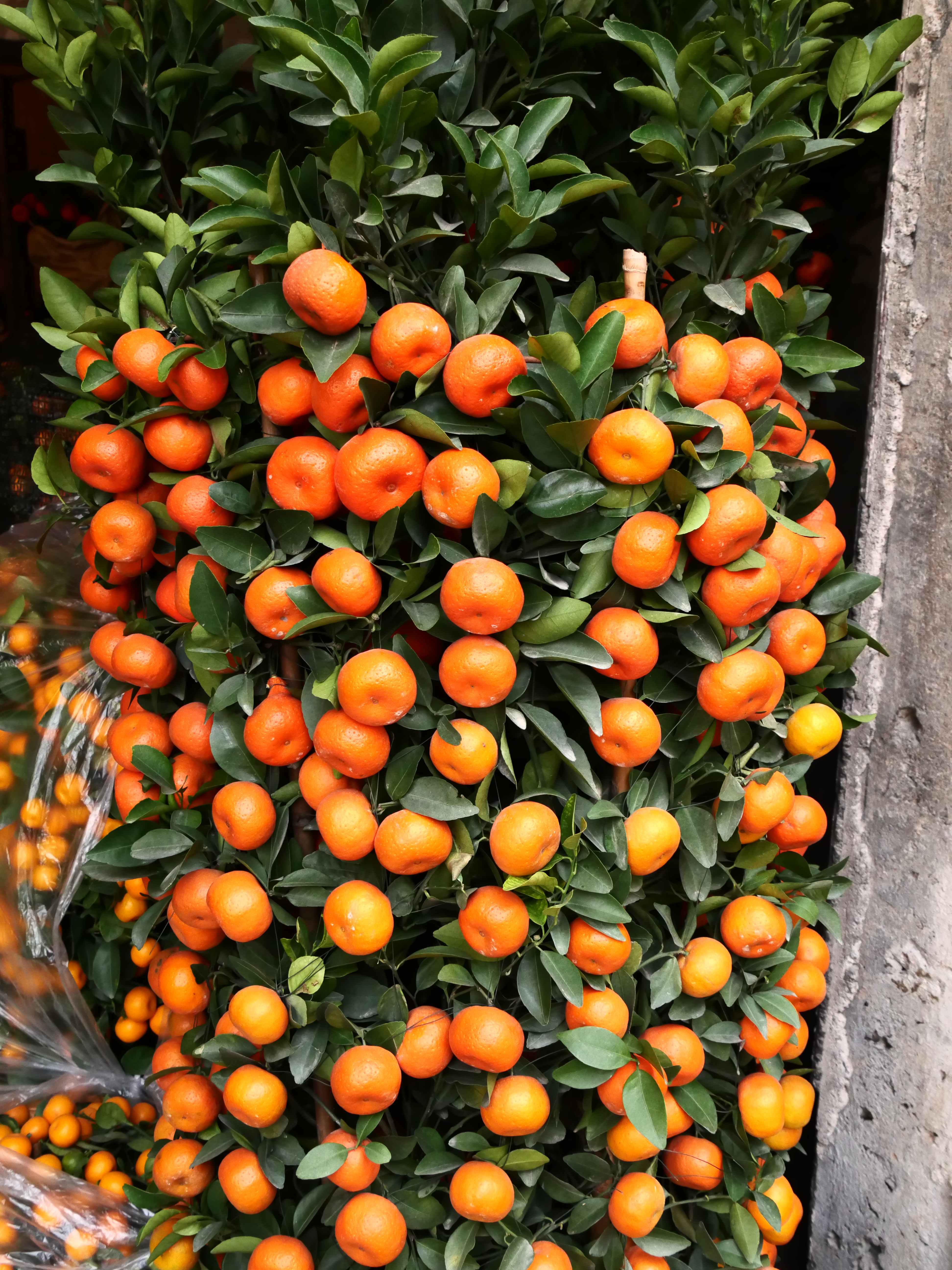
Mandarinier de nouvel an

La  mandarine de Nanfeng 南丰蜜桔 (Nánfēng mì jú) (C. reticulata var. Kinokuni) est une petite mandarine précoce (novembre) de 3 à 4 cm de haut, et 4 à 5 cm de diamètre entre 25 et 30 g, facile à peler et qui se mange en une bouchée, spécialité du Comté de Nanfeng, ville de Fuzhou. Elle bénéficie d'une Indication géographique agricoles et de nombreuses récompenses, dont la première place de la liste nationale des nouveaux produits agricoles célèbres, spéciaux et excellents 2021. Staline à qui Mao Zedong avait offert des mandarines du Nanfeng en 1949 a déclaré : « Ces petites mandarines chinoises sont si délicieuses qu'on peut les appeler les reines des mandarines». Il existe des cultivars sans graine. Ces arbres sont très productifs et décoratifs.

##### La mandarine du Nouvel An
年橘  (Nián jú) la mandarine du nouvel an est un ensemble de cultivars horticoles qu'on trouve sur des potées remplies de fruits d'un bel orangé-rouge pour le Nouvel An, en signe de bon augure. Elles se mangent crues ou confites au sucre.

##### Ougan

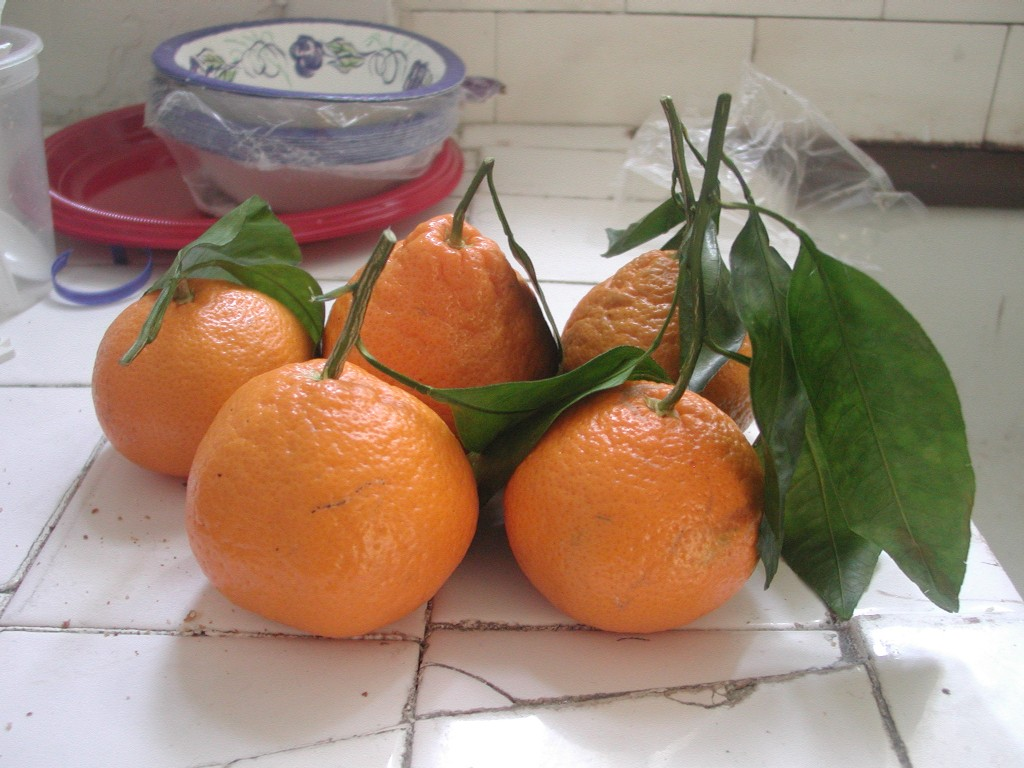
Mandarine Ougan, légèrement piriforme

瓯柑 (Ōu gān) ougan, Citrus reticulata thứ suavissima: (đồng nghĩa: Citrus reticulata giống Suavissima, C. suavissima) cam Âu, coréen 유감 (yugam) . Cette mandarine du district d'Ouhai - Wenzhou dans le Zejiang est une indication géographique chinoise (au Japon mandarine Wenzhou spécialité de Shizuoka est une satsuma C. unshui), elle mérite d'être mentionnée pour sa richesse en polyméthoxyflavones, parmi lesquelles la nobilétine, la tangérétine et la 5-déméthylnobilétine anti-inflammatoires, et ses oligo-éléments, elle fait l'objet de recherches actives pour son potentiel protecteur dans les maladies non transmissibles, l'obésité. Il en existe divers cultivars dont un asperme Wuzi Ougan (découverte en 1996) qui a été comparée à son type sauvage, étude qui a permis de mettre au jour le mécanisme de la stérilité mâle chez les agrumes ainsi que le développement du bourgeon mutant (2018). La variété cultivée (depuis 1000 ans écrivent Zhiyong Hu et al. 2007, on la trouverait déjà cultivée sous les Tang) est très savoureuse, facile à peler, avec bonne durée de conservation (jusqu'à 300 jours).

#### Les obtentions nouvelles
La Chine cultive des tangors japonais. Le Japon a une stratégie d'obtention d'agrumes de qualité depuis les années 1950, mais elle ne s'accompagne pas d'une stratégie de diffusion à l'étranger (pas de politique de licence) et la protection juridique n'a pas été suffisante pendant longtemps. Nombreux de ces fruits sont cultivés soit sous un nom non protégé au Japon:  Asumi (Okitsu no 46 x Harumi) devient 明日见 (Míngrì jiàn) - Rendez-vous demain, le dékopon est nommé 丑橘 (Chǒu jú) - Le tangor laid, soit sous le même nom: Kanpei 甘平 (Gān píng) est repris à l'identique, 'Ehime n°38' le Beni Madonna est nommé Hongmeiren 红美人 (Hóng měirén), etc.
Les obtenteurs chinois ont mis en culture des cultivars nouveaux d'un grand intérêt : 无核新诺 (Wúhé xīn nuò) Nouvelle promesse sans graine, mandarine, mutante sans pépins (mutée par rayonnement)  tardives très sucrée (18 ° Brix), 金秋砂糖桔 (Jīnqiū shātáng jú) Mandarine Sucrée d'automne (Zhonggansuo no 5, mandarine Jinqiushan ° 5 de l'Institut chinois de l'agrume - 2013), 钦桔一号 (Qīnjú yī hào) Quiiu n° 1 ou Mandarine rouge sucrée, etc.

### Les pomelos (C. maxima)

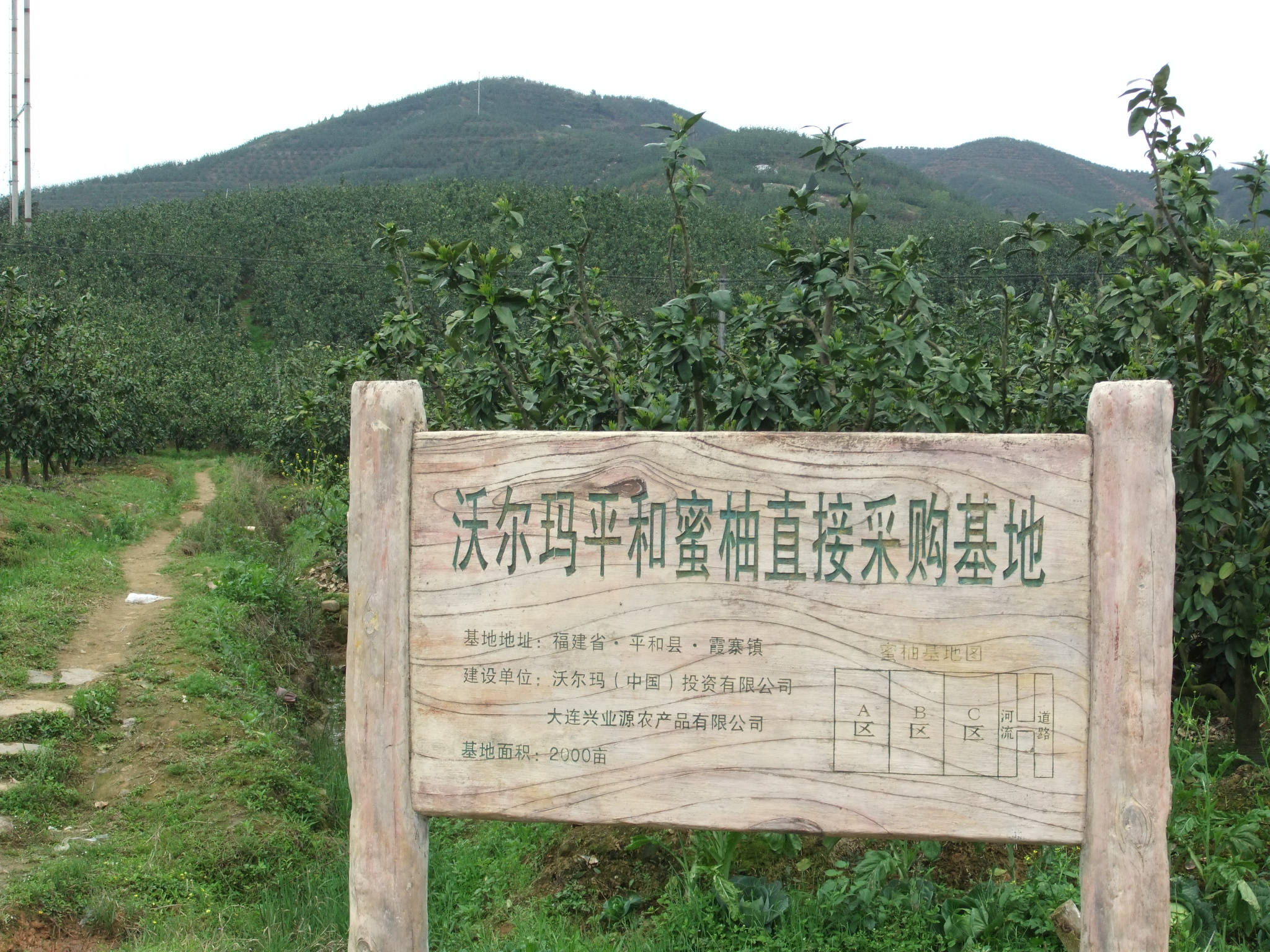
verger de pomelo à Xiazhai dans le Pinghe, région spécialisée dans le pomelo

C. maxima est une espèce progénitrice des agrumes actuels, sa biodiversité est importante en Chine, l'analyse de 274 accessions de pomelos collectées en Chine (2017) montre qu'il existe trois sous-populations distinctes (Chine du sud-est, région centrale du sud, et sud-ouest). Il est résistant au CTV. On en trouve donc une vaste biodiversité cultivée. La Chine produit et consomme 52 % des pomelos du monde (2019) avec 5 millions de t, très loin devant le Vietnam (818 000 t, 8 % de la production mondiale), et sa balance extérieure est négative, elle en importe alors que le Vietnam exporte. On peut vraiment parler d'un fruit typiquement chinois largement apprécié. Cette abondance n'est pas sans poser des problèmes environnementaux de déchets, les pelures sont traditionnellement cuisinées, la recherche chinoise propose de nombreuses idées pour les recycler, source de pectine et de polyphénols, utilisation alimentaire pour le thé, confits au vinaigre, extraction d'huile essentielle, etc..

#### Un fruit de longue vie

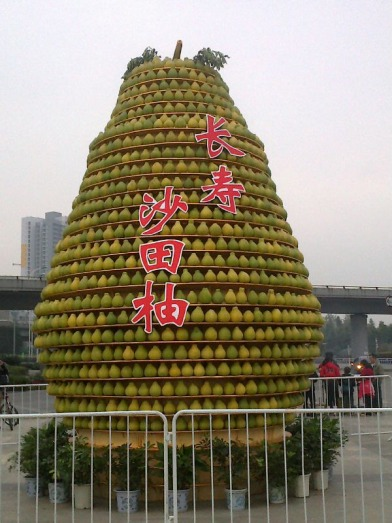
Pomelo de longue vie de Shatian

Ces fruits ont une valeur médicinale traditionnelle, certaines variétés comme 梁平柚 (Liángpíng yòu) pomelo de Liangping, indication géographique nationale des produits agricoles (fruit moyen à chair jaune), a une réputation de médicament : dissipe le vent flottant et le mauvais qi stomacal, soulage l'asthme et élimine les mucosités, favorise la diurèse et traite la constipation. Deux variétés accumulent les qualificatifs en ce sens :
- 长寿沙田柚 (Chángshòu shātián yòu), le pomelo de longue vie de Shatian (dans le district de Changshou) aussi pomelo Qian Shatian ancien, pomelo de longévité (à Ningfeng quelques arbres sont réputés plus que centenaires), indication géographie (2009), il a reçu le titre de Fruit de la Chine. Il existe divers cultivars: Argent ancien, le Cœur de chrysanthème, le Cercle de griffe de voiture, le Lai Gebao, le Noisetier des sables vieil argent, Sauvignon juteux. Ce fruit maintiendrait des activités physiologiques du squelette, du sang et des muscles humains, très efficace pour prévenir l'infarctus du myocarde, une panacée[87].
- 梁平柚 (Liángpíng yòu) du comté de Liangshan (région climatique subtropicale chaude et humide) bénéficie d'une marque agricole publique chinoise, il réduirait l'appétit, soulagerait l'asthme[88]. Il fait l'objet de nombreuses publications académiques chinoises, c'est un antioxydant qui inhibe la peroxydation des lipides du cerveau, du cœur et des tissus en modèle animal[89], les polysaccharides de la peau de pomelo de Liangshan montrent un taux de piégeage important  des radicaux DPPH, hydroxyle et anion superoxyde[90]. Sa production est encouragée et des travaux sont conduits pour faire un jus désamérisé[91] et aussi un vin à l'arome de Cognac (2020)[92].

#### Classement des variétés
Les 4 pomelos du meilleur niveau mondial sont d'après les sources chinoises: 
| origine principale                    | Image | noms                                                                           | Notes |
| ------------------------------------- | ----- | ------------------------------------------------------------------------------ | --- |
| Guangdong                             |       | Pomelo de Shatian 沙田柚 (Shātián yòu)                                         | au gout sucré, qui présente parfois une sorte de col, spécialité de la ville de Daqiao, comté de Renhua, ville de Shaoguan. |
| Comté de Xianyou                      |       | Pomelo de Wendan 文旦柚 (Wéndàn yòu) dont la version blanche asperme de Duwei, | Bénéficie de récompenses honorifiques, 度尾文旦柚 (Duwěi wéndàn yòu) est indication géographique nationale (2009)           |
| Comté de Hua'an, province du Fujian.  |       | pomelo de Pingshan 坪山柚 (Píngshān yòu)                                       | Pulpe rosé à peau épaisse.                                                                                                  |
| Principalement produit dans le Yunnan |       | 暹罗柚 (Xiān luó yòu) en français pomelo du Siam                               | pourrait être d'origine thaïe, il est cultivé dans toute l'Asie du sud.                                                     |

Pour simplifier et entrer dans le détail, on distingue en Chine 4 familles de pomelo 柚 (Yòu),
- le commun à chair blanche,
- les pomelos à chair jaune
- les améliorés à chair rouge, appelée 红心蜜柚 (hóngxīn mì yòu), miel à cœur rouge et enfin
- les plus récents à chair oranger[98].

Ce classement est de pure commodité, une même variété peut exister avec différentes couleur de pulpe, 奉节夔柚 (Fèngjié kuí yòu) le pomelo de Fengjie, cultivar millénaire qui était impérial sous les Tang, classé dans les 10 meilleurs pomelos célèbres par la ville de Chongqing (1998) existe en cœur rouge et en cœur blanc. Et la notion de couleur ne rend pas compte des pulpes de diverses nuances, par exemple 巴南五布柚 (Bānánwǔbù yòu), le pomelo de Wubu ou pomelo Wubuhongxin, cultivar du XIXe siècle élevé au label de qualité, Trésor d'origine, a une pulpe rougissante vers l'extérieur qui part du blanc au centre en traversant des muances roses. Le 琯 溪 蜜柚 (Guǎnxī mìyòu) Pomelo de miel du Guangxi, indication géographique nationale, asperme à la chair «blanche comme le jade» existe aussi en rouge.

##### Pomelos à pulpe oranger
- En 2010 apparait le 金橘蜜柚 (Jīnjú mì yòu), le kumquat pomelo (pomelo miel or orange) sélectionné et élevé par l'Institut de recherche agricole de Zhangzhou extérieurement et intérieurement d'un bel oranger lumineux, couleur de kumquat[102]. Le fruit est parfaitement ovoïde. Il a été sélectionné en 2016 comme fruit de qualité apte à la culture par l'Université d'agriculture du Fujian[103]. C'est un fruit très précoce (récolte dès juillet).

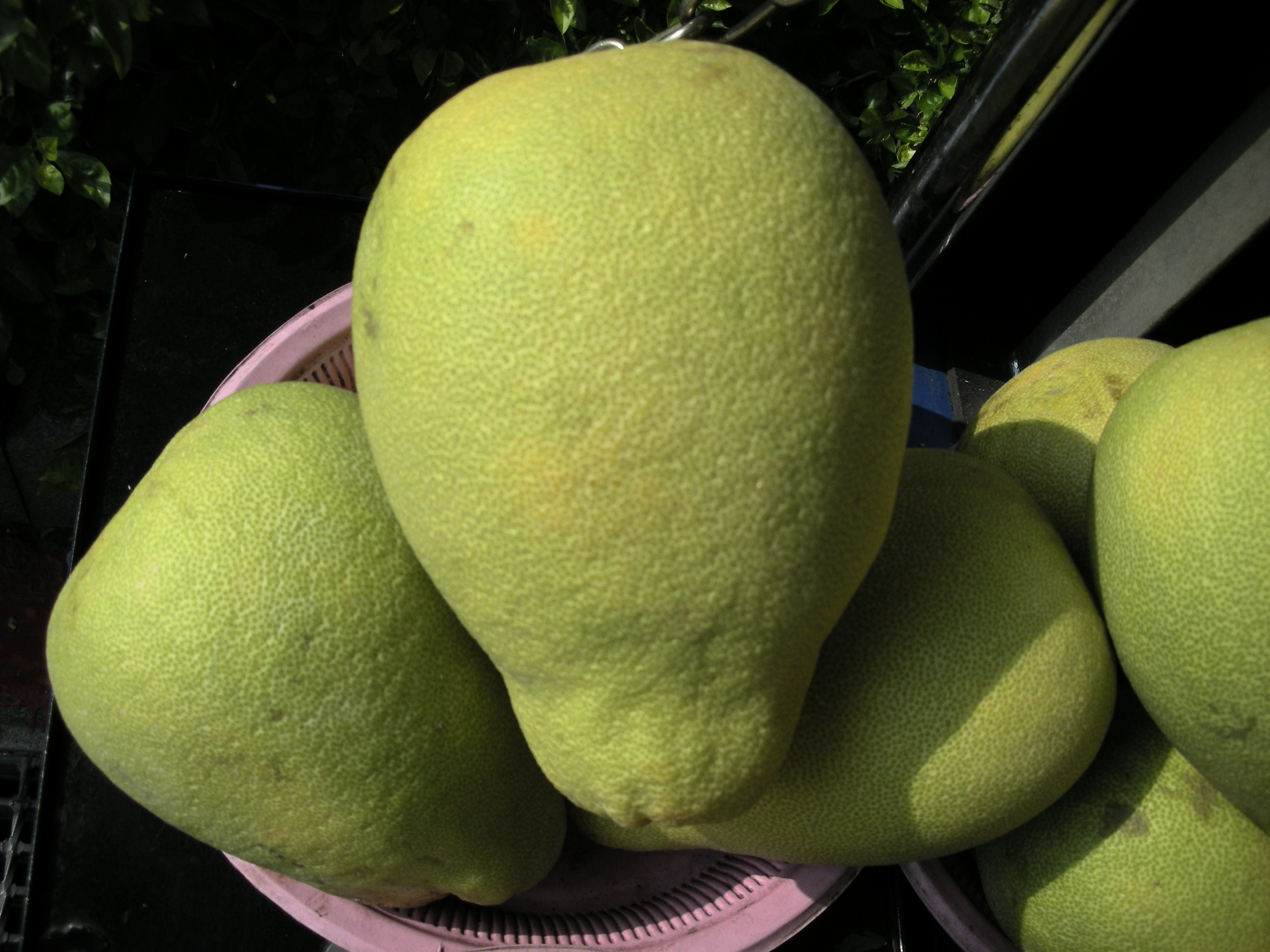
桑麻柚 Songma yo précoce (septembre-octobre). Rugueux, tendre, doux et acide. Meizhou dans le Guangdong.

##### Pomelos à pulpe blanche
Ils sont nombreux et traditionnels 江香柚 (Jiāng xiāng yòu) (jusqu'à 3,5 kg, forme de poire) est cultivé depuis dynasties Qin et Song du Sud.
- 蜜柚 (Mì yòu) pomelo de miel connu sous son nom anglais honey pomelo est un gros fruit produit depuis 500 ans dans le Pinghe (Fujian) et à Shaoguan dans le Guangdong. Il a un «arôme qui peut rivaliser avec le litchi» écrivent les Dossiers de miscellanées du Fujian de 1857. Ce fruit était tenu en haute considération, l'empereur Tongzhi qui lui a accordé un sceau et un drapeau dragon bleu en hommage de la cour pour le pomelo de Pinghe[105].
- 垫江白柚 (Diànjiāng bái yòu), le pomelo blanc de Dianjiang canton de Huangsha à pulpe claire jaunâtre a été sélectionné en 1830, ce fruit (1 à 2 kg) labélisé de haute qualité par la province du Sichuan, a reçu de nombreuses récompenses, sa conservation est remarquable: récolté à maturité fin octobre il peut être conservé jusqu'à mai[106].
- 合江真龙柚 (Hé jiāng zhēn lóng yòu) le véritable Pomelo Dragon du Hejiang dans le Sichuan découvert en 1942 près de Canton est réputé excellent (Prix du produit le plus populaire à la Foire Internationale du Sichuan, nommé trois années consécutives fruit de haute qualité la province du Sichuan) chair croquante, juteuse et sucrée[107].
- 麻豆文旦 (Mádòu wéndàn) ou 麻豆白柚 (mádòu bái yòu) Grand pomelo blanc de Madou[108], ce fruit à pulpe légèrement jaune est cultivé dans le Fujian à Zhangzhou, il a été introduit à Taïwan sous les Qing puis cultivé avec succès dans le district Matou où il devient un fruit célèbre de Taïwan.
- 福建柚 (Fújiàn yòu) du Fujian, nettement piriforme à chair blanche aromatique.

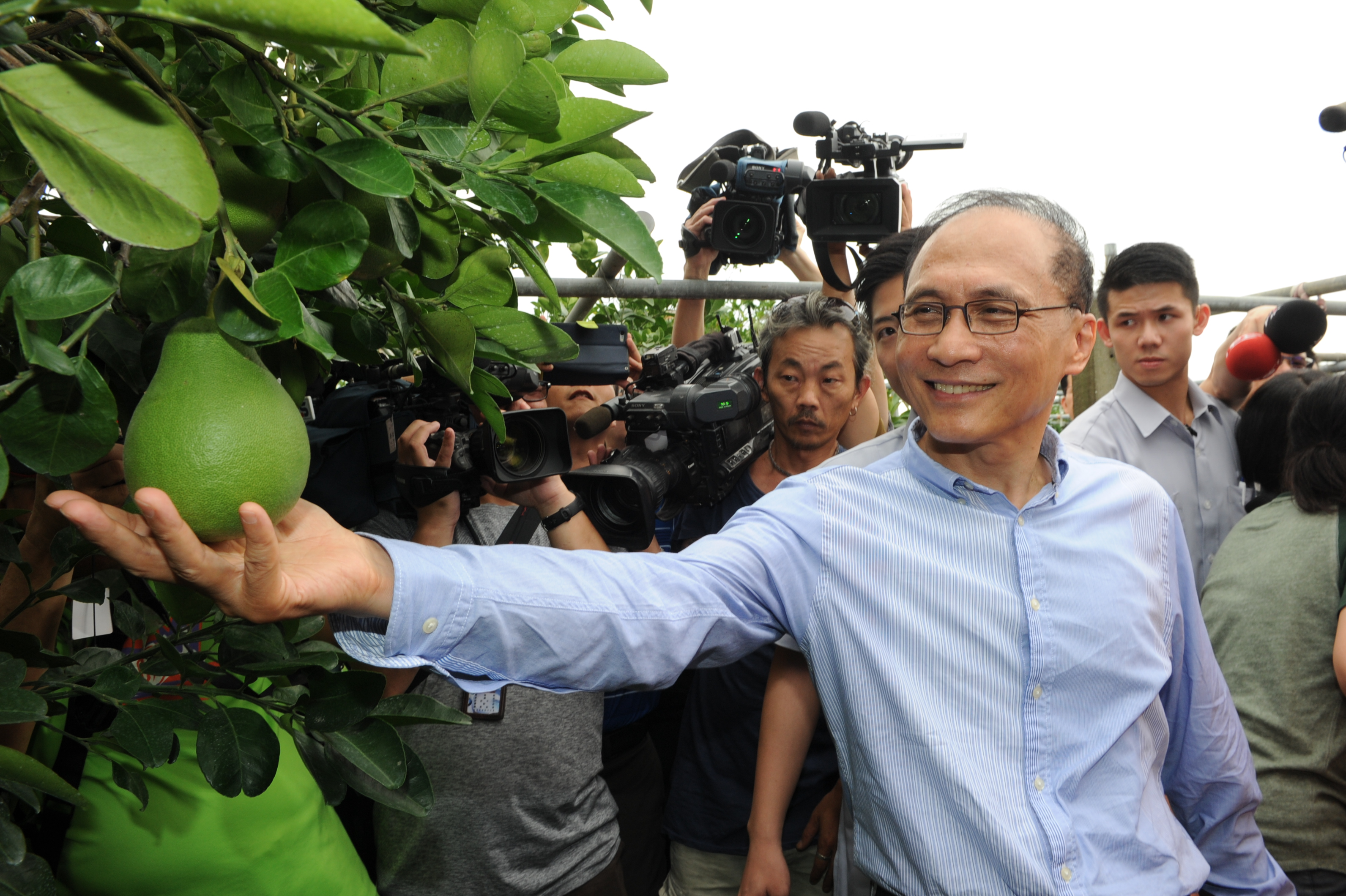
Visite du directeur dans le verger verger de pomelo du Wendan, district de Madou, Tainan.

##### Pomelos à pulpe rouge ou rose
Comme les C. paradis américains (grapefruit, en français actuel pamplemousse) sont devenus des fruits à pulpe rouge par sélections successives et sous l'influence du marché, les consommateurs chinois accordent de la valeur aux pomelos roses, rougeoyants ou rouges. 红心柚子 (Hóngxīn yòuzi) pomelo à cœur rouge est un fruit demandé. Mais c'est avec la dernière et attractive obtention 三红蜜柚 (sānhóng mìyòu) le miel Trois fois rouge (rouge rosé dehors et rouge franc dedans) que les obtenteurs chinois ont réalisé un travail étonnant couronné de succès.
- 丰都红心柚 (Fēngdū hóngxīn yòu), le pomelo rouge du Comté de Fengdu (peau jaune, pulpe rouge tendre) originaire de Pengshui est cultivé depuis le XIXe siècle. Le fruit (1,2 kg) existe sous deux types : obovales et oblongs, il est réputé pour son gout, a reçu diverses récompenses dont le joyau des fruits de haute qualité du ministère de l'Agriculture (1994)[110]. Sa culture est mécanisée et assistée par informatique[111]. Il est devenu la source de prospérité du Sanyuan, appelé le Pomelo royal, il fait l'objet d'une recherche pour l'amélioration, l'industrialisation et la notoriété[112].

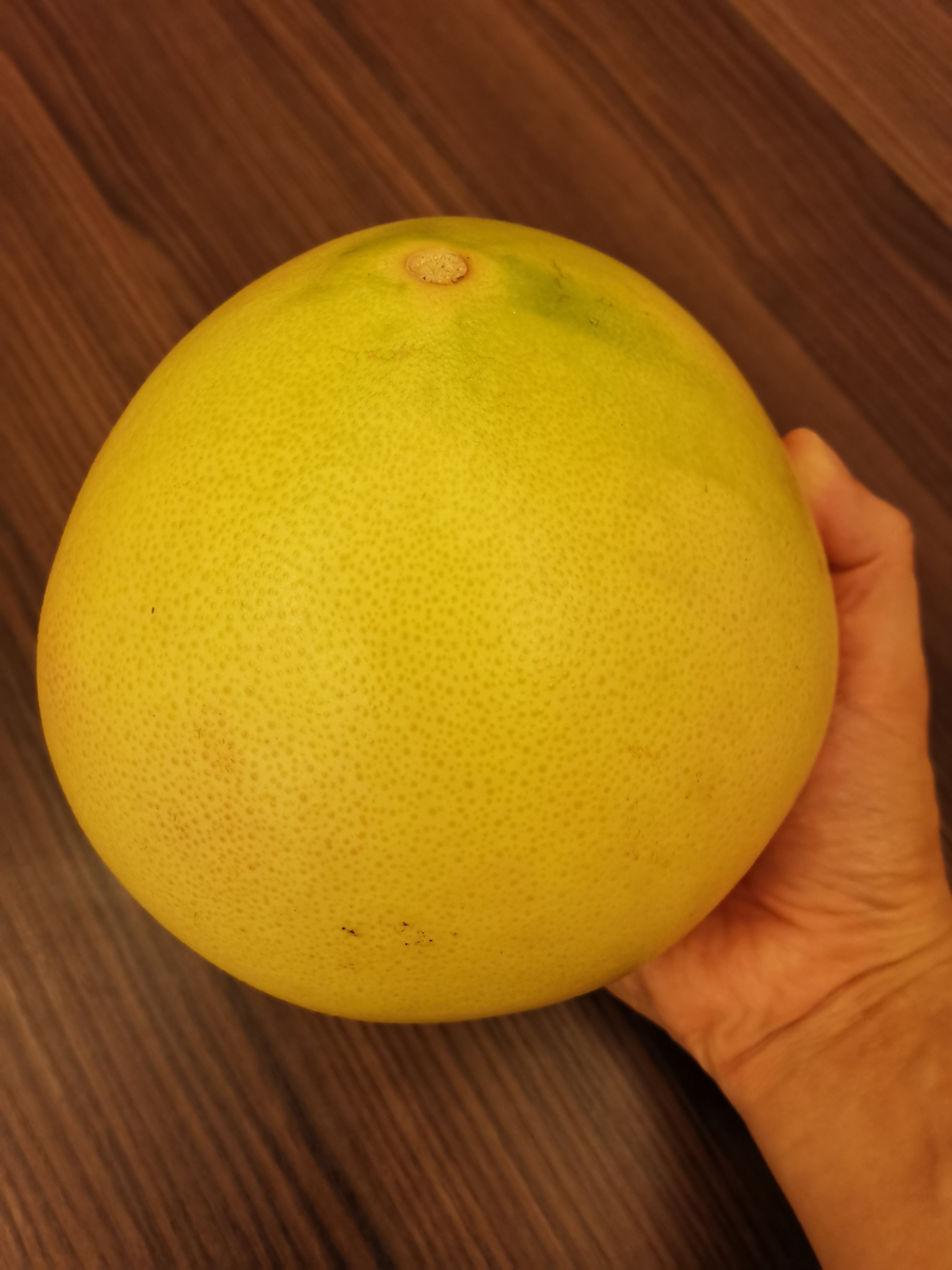
Aspect extérieur du pomelo miel à chair rouge du Fujian

- 红肉蜜柚 (hóng ròu mìyòu) littéralement Rouge chair de miel pomelo, est une variété récente (1998) mutation de bourgeon du pomelo du Guanxi sélectionnée par l'Académie des arbres fruitiers à Pinghe Xiaoxi dans le Fujian  Beau fruit asperme d'un poids moyen de 1,68 kg, peau vert-jaune, goût équilibré (sucres totaux 8,9 %, acidité faible 0,5 %, 0,5 g de vitamine C pour 100 g, les pigments sont du lycopène et du β-carotène[113]. Enregistré en 2007 par le ministère de l'Agriculture (CN20050515.7)[114]. Le Comté de Pinghe a une stratégie de développement de son pomelo du Guanxi sur le marché international[115].
- 坪山柚 (Píngshān yòu) pomelo de Pingshan est un classique (1,5 kg), chair rosée juteuse, sucrée et peu acide[116].

##### Pomelos à pulpe jaune
- Jaune comme l'or : 金兰柚 (Jīnlán yòu). Pomelo doré, pomelo doré du Jinlan est un petit fruit d'environ 1 kg, parfaitement jaune à l'extérieur avec une pulpe jaune clair et lumineux[117].
- 金香柚 (Jīnxiāngyòu) la chair est beige, la pulpe douce (maturité fin septembre), ce pomelo de montagne (Cili et Wulingyuanou à l'est du Hunan) est l'un des cinq pomelo les plus célèbres de Chine. Il est cultivé depuis 200 ans[118].

#### Hybrides de pomelo
Huyou (Citrus × changshan-huyou) est un hybride de pamplemoussier et d'oranger activement cultivé dans le Changshan province du Zhejiang. C'est un petite orangelo d'origine locale dont la culture est promue depuis les années 1980.

#### Culture des pomelos en Chine
Les pomelos chinois ont une maturité de septembre à novembre, les cultivars tardifs sont recherchés, 梅县沙田柚 (Méixiàn shātián yòu) pomelo doré de Meizhou, district de Meijiang, à pulpe jaune-vert, est un tardif de fin d'automne ou 四季抛 (Sìjì pāo) (C. maxima var Szechipaw ou Sze-Chi-Pao)  Pomelo Quatre saisons maturité novembre.
La spécificité de la culture de pomelo chinois est la mise en sac papier (柚子套袋纸袋 (Yòuzi tào dài zhǐdài)) des fruits pendant toute la maturation (désensachage fin octobre recommandé), cette protection mécanique prévient les maladies et les insectes nuisibles et assure une couleur homogène du fruit, augmente sa brillance, rend la surface du lisse. Nombreuses études ont cherché à optimiser la couleur de ces sacs qui existe en bicolore (intérieur noir) ou en rouge, en jaune etc. mais la conclusion pour le pomelo Majia du Jiangxi est de préférer des sacs à plusieurs épaisseurs (ou deux sacs superposés), la couleur important peu.

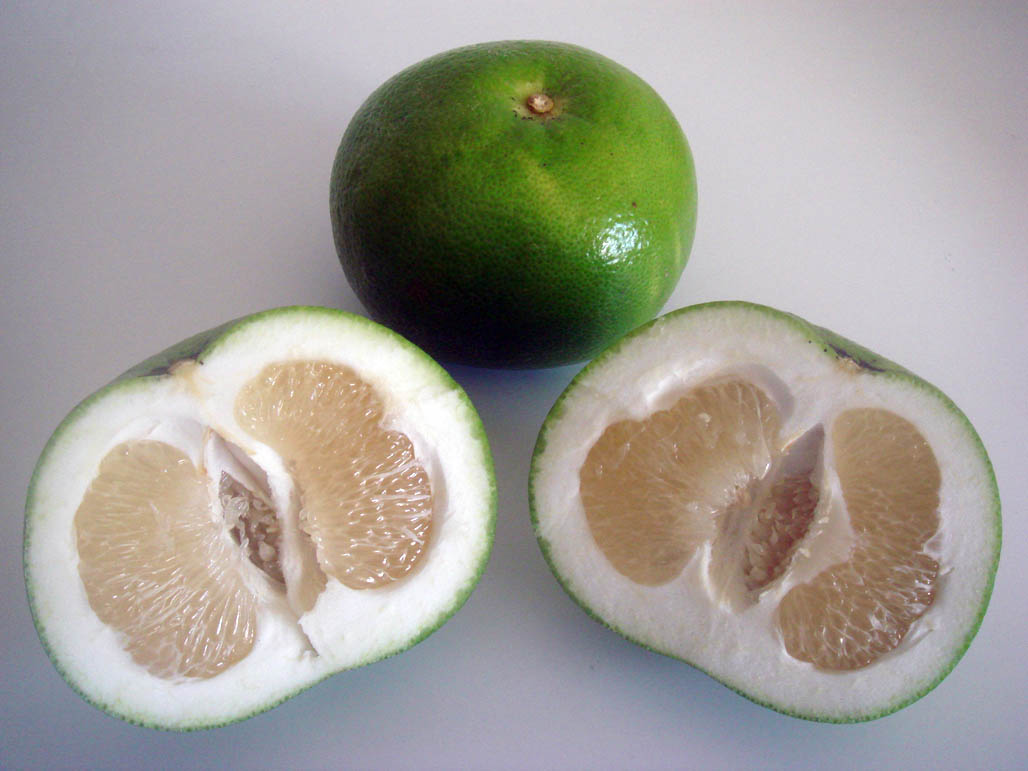
Sweetie hybride devenu pomelo de platine en Chine

Marginalement des variétés occidentales d'hybrides de pomelo se rencontrent en culture comme 白金葡萄柚 (Báijīn pútáo yòu) le pomelo de platine qui n'est autre qu'un Oroblanco Jaffa Sweetie, de même pour les C. paradisi.

### Les kumquats

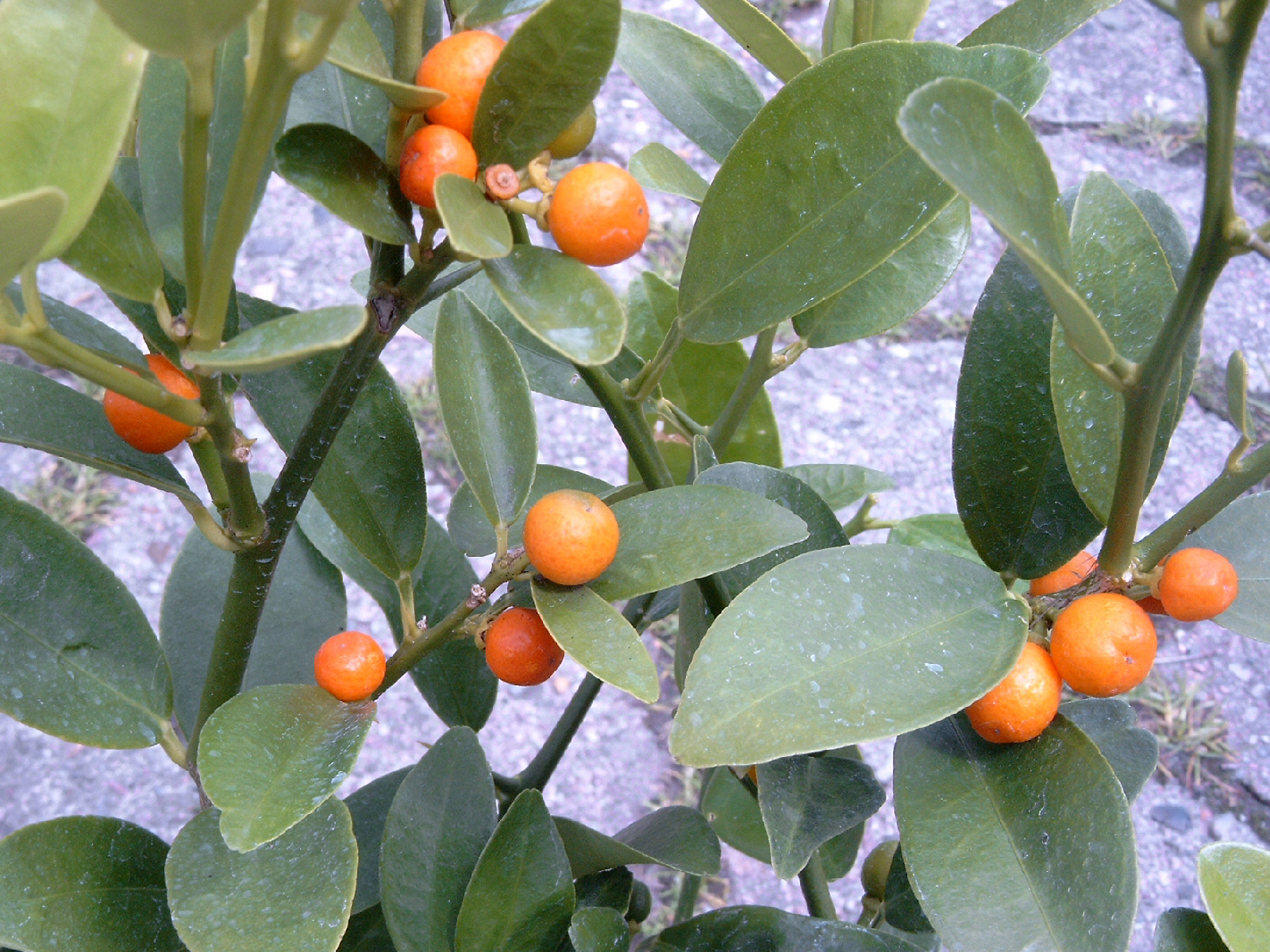
Kumquat sauvage de Hongkong

Han Yen-Chi en 1178 décrit le chin chu (haricot doré) ou shan chin kan (mandarine doré des montagnes), c'est de ce nom chinois (chin kan) que provient le nom kumquat. Le kumquat sauvage (Kumquat sauvage de Hong Kong, Fortunella hindsii) croit spontanément à Hongkong et largement dans le sud chinois (Zhejiang, Guangtung), il est naturellement tétraploïde, l'analyse de son génome complet montre qu'il est étroitement apparenté aux espèces Citrus dont il diverge tardivement. 金桔属 ou 金橘 (jīn jú shǔ, jīn jú) sont des fruits médicinaux humidifiants comme les autres agrumes (élimine les mucosités et humidifie la gorge, soulage le mal de gorge, la toux, excellent en hiver). Il est largement cultivé dans toutes les régions intérieures pour sa résistance au froid.
Tanaka indique que le Kumquat margarita (kumquat Changshou ou kumquat Fukushu) (Fortunella obovata) est une création horticole chinoise.

### Les cédrats

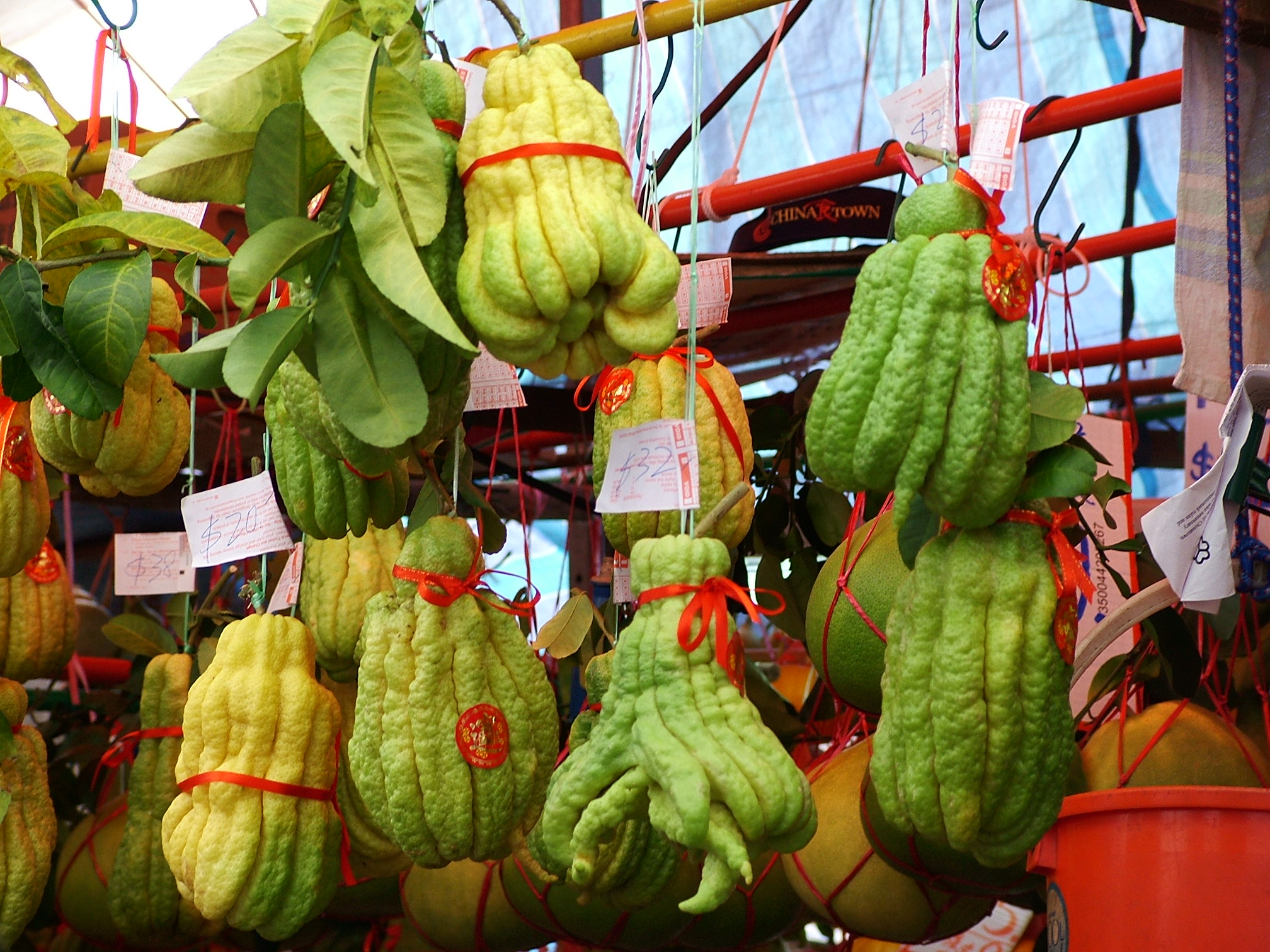
cédrats digités chinois à doigts fermés

Le sujet du cédrat est « peu documenté jusqu'à récemment. Prisé pour son parfum, le cédrat a joué un rôle important rôle dans l'art et la culture chinois» écrivent David Karp et Xulan Hu (2018) dans l'unique monographie exhaustive sur le sujet qui est la principale source disponible avec photographies. La recherche actuelle est active en Chine, notamment sur la propagation par culture in vitro de C. medica digité. La banque génétique de ces plantes est le Cédrat Chinois Germplasm Project.
Ce fruit, 枸櫞 (Jǔ yuán) est à la frontière des agrumes cultivés et des agrumes sauvages. La zone de végétation du cédrat sauvage (C. medica) a une aire de répartition himalayenne qui va jusqu'au montagnes de Gaoligong dans le Yunnan (on trouve même dans la littérature la description d'un C. medica L. var. yunnanensis  Ding ex Huang). Weisskopf et Fuller ont présenté une hypothèse géographique de centres de domestication locaux, elle ne fait aucun doute quand on considère l'énorme diversité phénotypique du cédrat en Chine (la culture a gagné de nos jours le Zhejiang, le Jiangsu, le Guangdong, le Guangxi). La sélection variétale est donc en route depuis longtemps. Chandrika Ramadugu et al. identifient 47 variétés de cédrat originaires du Yunnan (2015) qu'ils ont rassemblé en 3 groupes distincts :
1. les cédrats sauvages non digités,
2. les digités dépourvus de pulpe ou graines et les non digités avec sacs à jus résiduels,
3. enfin les cédratiers cultivés apparentés au groupe méditerranéen.

Certains cédratiers présentent une hétérozygotie importante.

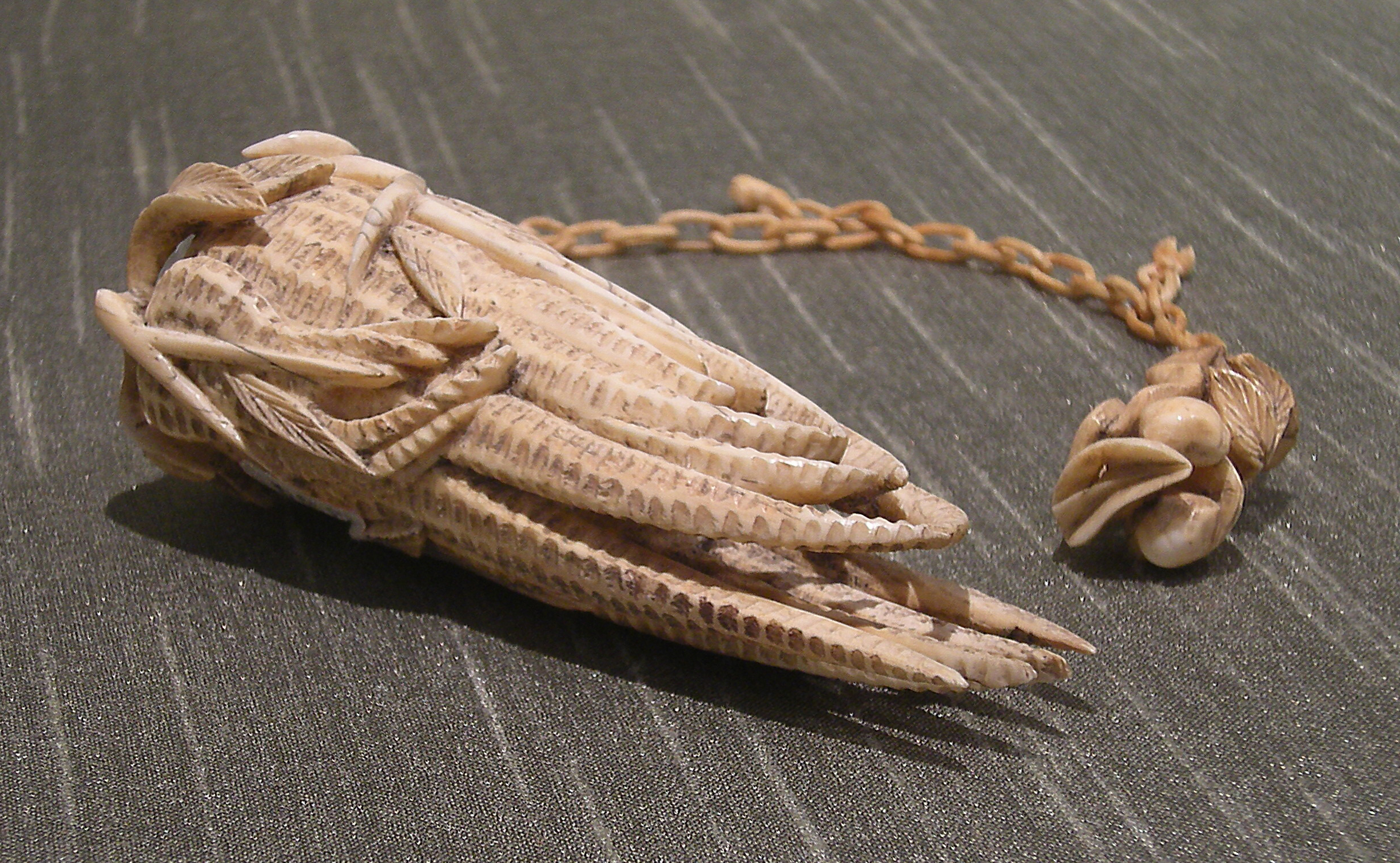
cédrat digité en ivoire au musée de Suzhou

Les cédrats digités (C. medica L. var. sarcodactylis Swingle) sont des fruits aux formes étonnantes qui évoquent la main du Bouddha en méditation (d'où son utilisation en offrande) et au parfum suave d'osmanthus du au β-ionone (H. Shiota, 1990). Principalement présents en Chine, ces cultivars digités 佛手柑 (Fóshǒu gān) - souvent mal traduit par bergamote C. × bergamia et non par C. medica var. sarcodactylis - sont de toutes tailles, formes, nombre et épaisseur des doigts (longs, courts, courbés, fermés), résistants au froid, aux couleurs des fleurs variables, etc., avec toutes les morphologies intermédiaires jusqu'au le cédrat commun. Ces derniers s'y rencontrent sous forme de petits fruits forestiers sauvages (forêt du Xishuangbanna), ou sauvages-cultivés, et jusqu'à des formes domestiquées superlatives : Géant de Ninger peut atteindre 8 à 10 kg qui en fait le plus gros agrumes au monde.
Le fruit mur entier ou tranché et séché au soleil ou à basse température, la racine et les feuilles (香橼叶 (xiāng yuányè)) ont une utilisation médicale comme tonique, régulateur du Qi tardif, aide la force vitale. Le cédrat digité est utilisé pour le traitement de l'hépatite infectieuse et son huile essentielle diffusée la journée donne des émotions positives. On consomme directement le fruit sec en petits morceaux 3 à 10 g par jour en décoction par voie orale, ou en poudre, à utiliser avec prudence chez les patients carencés en Yin, sécheresse sanguine et chez les femmes enceintes présentant une carence en Qi. E. Poilane décrit (1943) au Tonkin limitrophe une utilisation du cédratier digité comme porte-greffe: «Il constitue, à une certaine altitude, le meilleur porte- greffe pour l'Oranger et le Mandarinier; la reprise des greffes est meilleure que sur Pamplemoussier e », il écrit ensuite «Le fruit de Cédrat digité se vend toujours cher pour la fête du Têt, on le place comme offrande sur l'autel des Ancêtres. On en fait aussi d'excellentes confitures».

#### Cédrats non digités

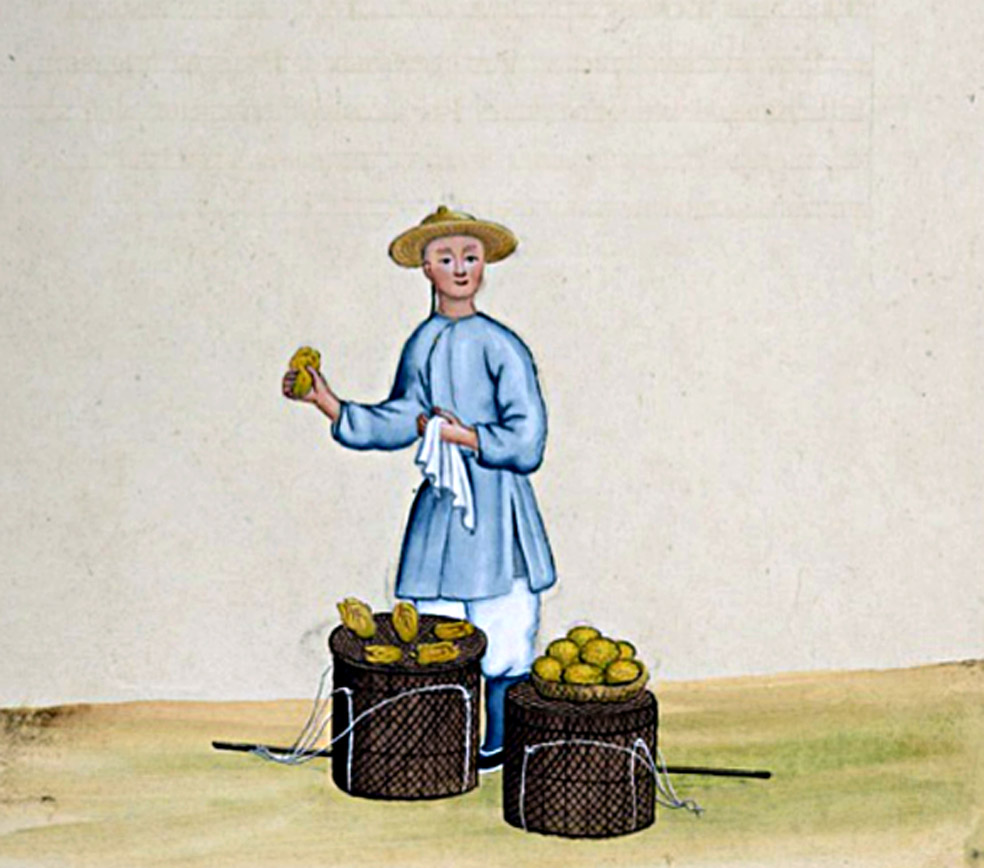
marchand de cédrats (digités ou non) fin XVIIe siècle

Les cultivars nommés et cités de cédrats non dégités sont:
- 狗头香橼 (Gǒutóu xiāng yuán), Tête de chien, fruit d'altitude (1000 à 1 800 m), avec un début de numérisation, 3 à 5 kg.
- Rond de Jianshui (Jianshui et Shiping) autre fruit d'altitude, beau fruit remarquablement sphérique de 1,2 kg comme un pomelo, riche en graines. Est utilisé comme porte-greffe,
- Jinggu, cédrat sauvage avec une population le long de la rivière Weiyuan Jiang, la graine germe dans le fruit. Proche de Balle (au sens d'une arme) du Weishan (Weishan et Fengqing),
- Eau de Jinghong, totalement homozygote, très riche en graine,
- Géant de Ninger, de Ninger, Simao et Mojiang vers 1 000 m dans le sud du Yunnan, très gros fruit qui évoque le C. medica var. gigante italien,
- 宿柱香橼 (Sùzhùxiāng yuán) cédrat de Suzhu, amère, beaucoup de graines monoembryonées; style persistant,
- Citrouille, serait originaire du Shuangjiang, gros fruit (1,8 à 2 kg), sans pulpe, en forme de melon à peau granuleuse divisé en secteurs nettement dessinés,
- Amère de Weishan, Doux de Weishan, cédrats à pulpe, hybridés avec le type méditerranéen[144].

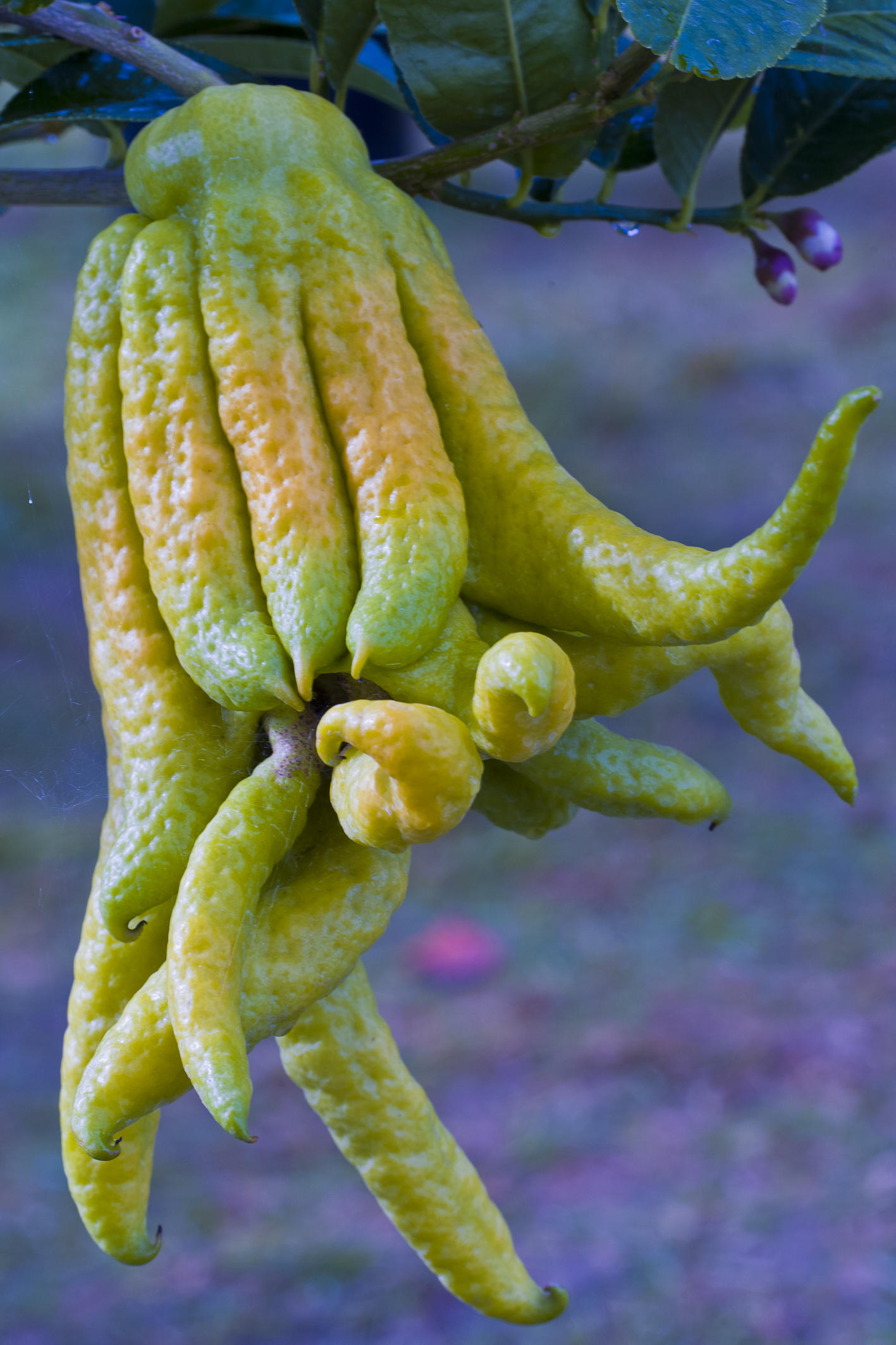
cédrat digité

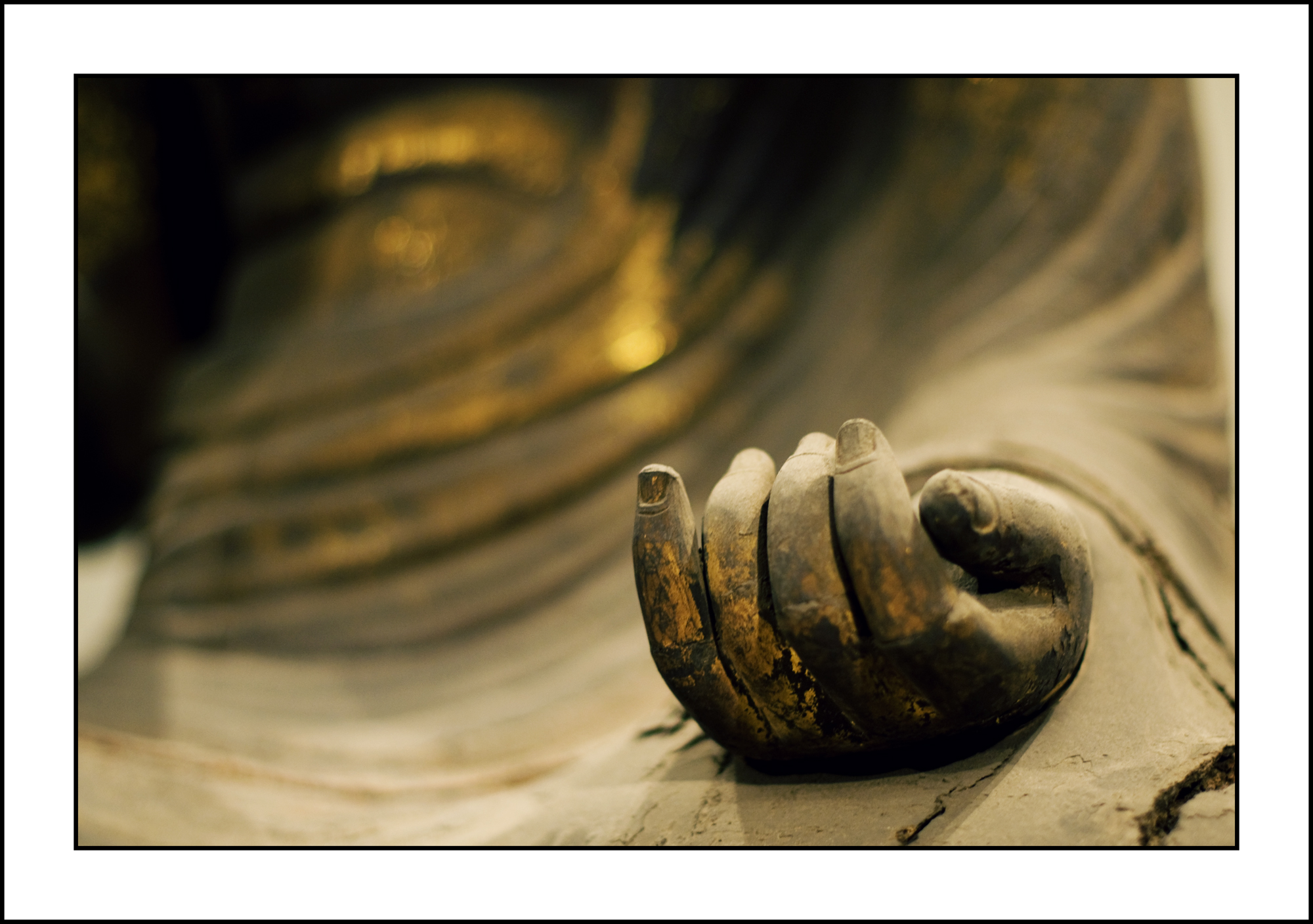
main du bouddha

#### Cédrats digités
Yang Xiao Ming et al. qui ont reconstitué l'arbre phylogénétique des cédratiers (2015) montrent que le cédrat et le cédrat digité pourraient provenir d'un ancêtre commun. Il existe au moins 6 ou 7 génotypes de cédrats digités chinois (selon les auteurs, Ramadugu et al. (2015) en distinguent 7). Les nombreux cultivars sont nommés selon leur provenance. Sang (2011) confirme une corrélation entre les distances génétiques et géographiques. Le cédrat digité n'ayant pas de graine est reproduit par bouture ou greffe, les nouvelles populations résultent de mutations de bourgeon développées localement. Les principales variétés chinoises sont:
- Aihua mutation naine de Qingpi (2009) destinée aux bonzaïs, particulièrement recherchés par les amateurs[145], Qingpi du Zhejiang et du Jiangxi est un autre cultivar compact destiné aux bonzaïs[146],
- Chuan, du Sichuan, petit fruit (0,3 à 0,7 kg) en forme de poing avec des doigts généralement fermés, fortement aromatique il donne de l'huile essentielle, haute valeur médicale, les tranches séchées sont vendues à Pékin[147],
- proche de Guang (du Guangdong) dont le fruit est plus gros (0,8 à 1,5 kg) qui produit la moitié des cédrats secs chinois,
- Poulpe, dont les doigts ressemblent à des tentacules aux extrémités roulées, impressionnant,
- Yun du Yunnan, le plus gros des digités 1,5 à 3 kg,
- Zhaocai qui présente des dizaines de doigts[131].

#### Cédrats intermédiaires
Xiang yuan foshou (Moitié-moitié) et Muli dont les doigts se montrent à peine hors du fruit (C. medica. var. muliensis) 木里香橼 (lǐxiāng yuán guo) sont des formes compactes de cédrat où les doigts, courts ou atrophiés restent groupés dans ou au bord du fruit.

### Les citrons
Ils auraient été cultivés avant la dynastie Song, mais vraisemblablement il ne s'agissait pas des citrons acides, rares et très peu utilisés en Chine. Le cultivar Citron Meyer (C. meyeri) 香柠檬 (Xiāng níngméng) a été découvert près de Pékin par Frank N. Meyer dans un pot en 1908, c'est un citron doux décoratif, florifère, ces citrons doux étaient depuis longtemps présent en Méditerranée. 檸檬 (Níngméng) sous sa forme acide serait une introduction occidentale: en 971, sous les Shu, le citron il est mentionné reçu des «barbares du sud», arabes et persans de Canton.

## Indications géographiques chinoises d'agrumes reconnues par l'UE
Il existe en Chine 3 systèmes de labélisation des Indications géographiques chinoises:
- l’AQSIQ «Dispositions relatives à la protection des produits à appellation d’origine» (1999), avec l’équivalent des cahiers des charges européen mais fixé par l'État et non par les producteurs et transformateur,
- l'IG en tant que marque collective ou que marque de certification auprès de l'Office des marques,
- Mesures pour les IG des produits agricoles du 25 décembre 2007 qui est rapproché de Appellation d’Origine Protégée du Règlement UE 510/2006, sous la responsabilité du Ministère de l’Agriculture.

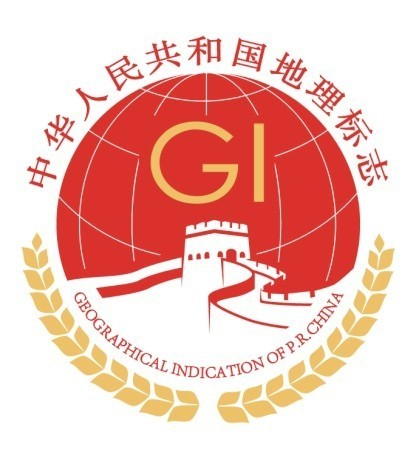
Logo des Indications géographiques chinoises depuis le 16 octobre 2019

L'accord UE - Chine concernant la coopération relative aux Indications géographiques et la protection de celles-ci (JOUE L 408I du 4.12.2020, p. 3) 中欧地理标志协定 (Zhōng'ōu dìlǐ biāozhì xiédìng) liste dans son annexe 3 100 IG chinoises reconnues par l'UE, il a été élargie en 2022 de 175 IG supplémentaires. Pour le agrumes ce choix donne une idée de l'importance que les chinois accordent à leurs spécialités, elle comprend 5 indications géographiques de pamplemousse.
- 赣南脐橙 (Gàn nán qíchéng) Gannan Qi Cheng, Orange Navel de Gannan (4),
- 南丰蜜桔 (Nán fēng mì jú) Nanfeng Miju Orange de Nanfeng (16),
- 安岳柠檬 (Ān yuè níngméng) Anyue Ning Meng (22). Citron (C. limon) d'Anyue à Ziyang dans le Sichuan,
- 长寿沙田柚 (Chángshòu shātián yòu) Changshou Shatian You, Pamplemousse Shantian de Changshou, Pamplemousse Shatian de longévité (34) issus du Shatian du Guangxi.
- 大埔蜜柚 (Dà bù mì yòu) Dapu Miyou, Pamplemousse de miel de Dabu (88), spécialité Hakka du Comté de Dabu,
- 宜昌蜜桔 (Yíchāng mì jú) Yichang Miyou (36 ext.2022), Mandarine d'Yichang,
- 常山胡柚 (Chángshān hú yòu) Changshan Huyou, Pamplemousse de Changshan (89 extension),
- 寻乌蜜桔 (Xún wū mì jú)  Xunwu Miyou (108 extension), Mandarine de Xunwu,
- 梅州金柚 (Méizhōu jīn yòu) Meizhou Jinyou, Pamplemousse doré de Meizhou (132 extension),
- 融安金桔 (Róng ān jīn jú) Rong’an Jin Ju (136 extension), Kumquat de Rongan,
- 奉节脐橙 (Fèngjié qíchéng) Feng Jie Qi Cheng (142 extension), Orange Navel de Fengjie,
- 遂宁矮晚柚 (Suìníng ǎi wǎn yòu) Suining Ai Wan You, Pamplemousse nain tardif de Suining (149 extension).

## Les espèces sauvages

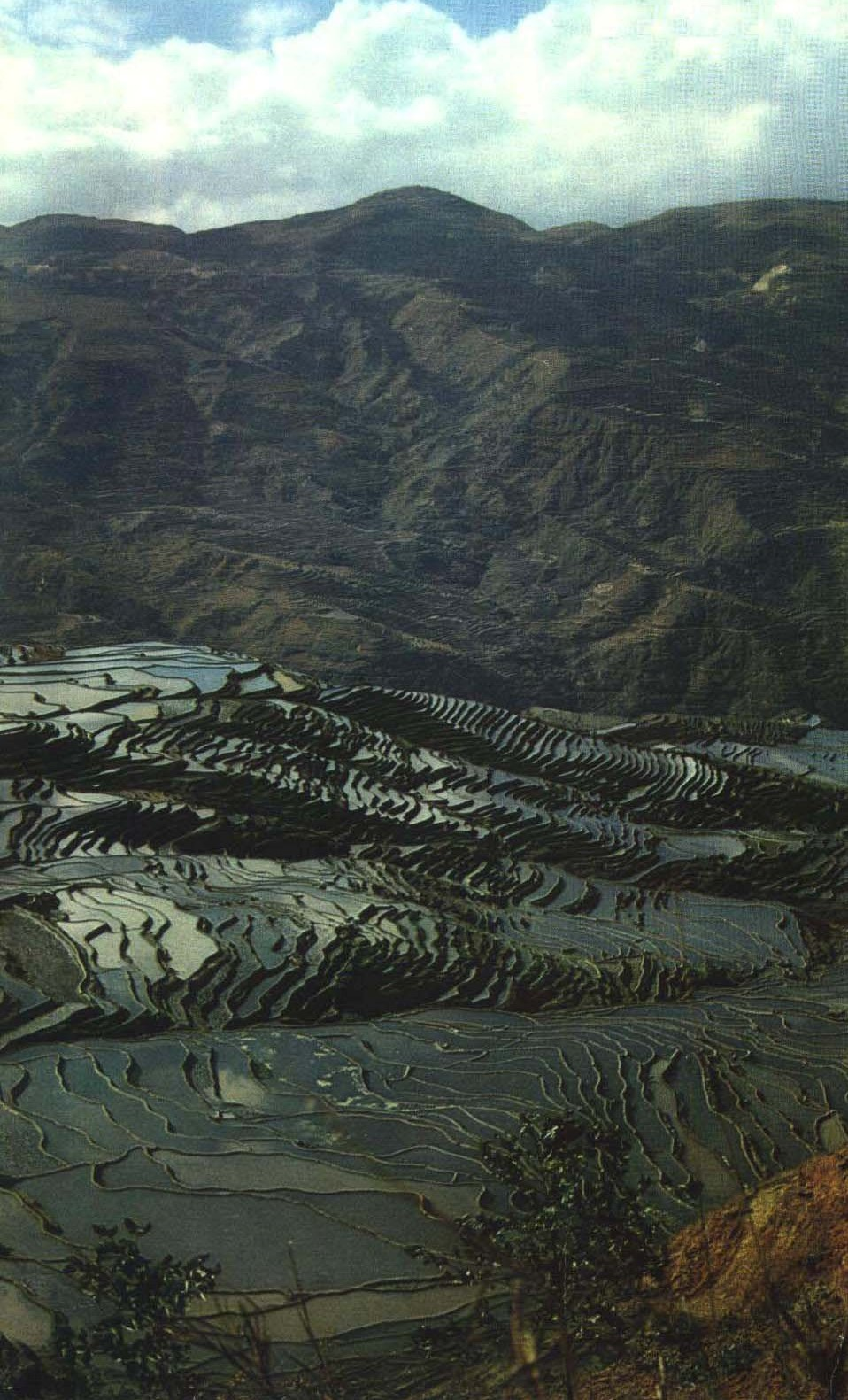
Nombreux agrumes sauvages primitifs vivent encore dans la région de la montagne Ailao, ville de Yuxi, dans le Yunnan

Le genre Citrus est originaire du sud-est de l'Himalaya en particulier du Yunnan qui est une région parmi les plus biodiversifiée botaniquement au monde avec de nombreuses vallées isolées idéales pour la spéciation, on y trouve toujours la plus grande forêt subtropicale naturelle de Chine et des espèces sauvages d'agrumes (notamment intéressantes pour l'étude des pathogènes primitifs). La zone du Yunnan au nord-est de l'Inde est le centre de la diversification des agrumes du Miocène supérieur au Pliocène. Tanaka avait coupé le Yunnan en deux et minimisé cette zone géographie, mais en 1990 F. G. Gmitter et Xulan Hu corrigent :«Le Yunnan et les régions chinoises voisines ont joué un rôle capital dans l'origine et la distribution des espèces modernes d'agrumes».

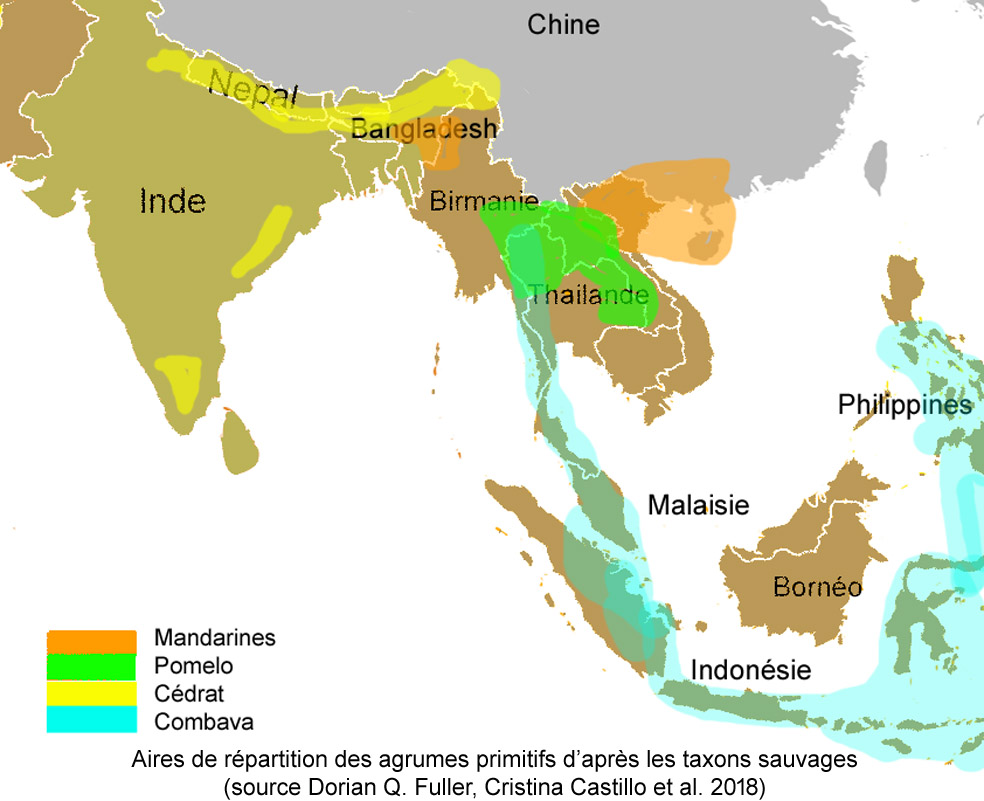
L'aire d'origine des mandariniers est majoritairement en Chine du sud, qui touche aussi celle des pomelos et des cédratiers

Les mandariniers sauvages chinois sont distincts de la mandarine Mangshanju (C. reticulata parfois C. mangshanju) divergence très ancienne, 莽山野柑 (Mǎng shānyě gān), C. daoxianens de Daoximen, et autres mandarines sauvages de Mangshan dans le Hunan sont des découvertes récentes (vers 1980) avec l'apparence de petites mandarines, il s'agit de population isolée du clade C. reticulata depuis la fin du Miocène qui constitue une espèce non hybride de mandarinier.
Le séquençage de ces agrumes primitifs a permis de reconstituer l'histoire compliquée des agrumes actuels et les étapes de leur domestication. La mandarine Huanglingmiao (dans le Hubei) est un mutant de Kishu qui est un géniteur des satsumas (C. × unshiu). Ce serait les mandarines sauvages de Chongyi dans le sud-ouest du Jiangxi qui sont à l'origine des mandarines domestiquées. On cite encore la mandarine de Daoxian parmi les sauvages du Yunnan.

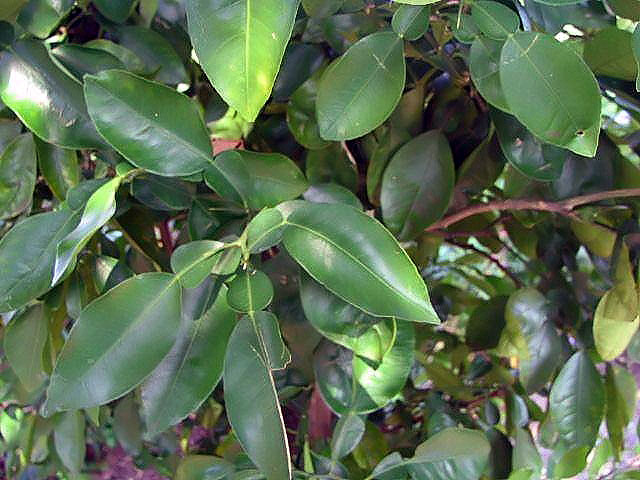
Feuille bilobée du Citron d'Ichang

Les Citrus papeda sont un sous genre d'agrumes à croissance lente et rustiques, les papeda chinois sont connus pour leur résistance au froid. L'Ichang papeda (C. ichangensis) en chinois 大翼橙 (Dà yì chéng) ou Orange à grande aile porte le nom d'Yichang (宜昌) dans le Hubei, il est réputé l'agrume le plus résistant au froid, en culture il peut être utilisé comme porte-greffe à croissance lente. Le yuzu est un hybride de mandarine et de C. ichangensis originaire de Chine. C. honghenensis de Hongue dans le Yunnan est cité comme une autre espèce de papeda sauvage.
Le genre Poncirus, clade distinct séparé de Citrus qui comprend P. polyandra - espèce sauvage décrite en 1977-, il est dispersé uniquement dans les habitats calcaires du comté de Fuming dans le Yunnan où il est en voie de disparition. Il a divergé très tôt de Citrus. P. trifoliata qui croit à l'état sauvage en Chine centrale (vallée du Fleuve Jaune, montagnes du Qinling) il en existe divers cultivars utilisés comme plantes défensives, décoratives ou comme l'unique porte-greffe améliorant le fruit, résistant au froid, tolérant au sol lourd et au CTV.

## Autres Rutacées
Parmi les Rustaceae le genre Tetradium a migré de l'Amérique du Nord vers l'Asie orientale à l'Oligocène, où il a prospéré en Chine du sud. Des feuilles de C. linczangensis fossile confirment l'existence de Citrus à la fin du Miocène dans le Yunnan.
Dans le genre Xanthomonas Clausena, le Wampi 黄皮 (huáng pí) Clausena lansium à fruit poilus est originaire de Chine avec de nombreuses applications en médecine chinoise. De même les médicinales suivantes : Melicope pteleifolia, Zanthoxylum undulatifolium, Murraya exotica, Bergera unifolia.

## Anthologie
- Claude Jordan. Voyages Historiques De L'Europe: Qui comprend tout ce qu'il y a de plus curieux en Espagne & en Portugal, Vol. 2. La Haye, Étienne Foulque. 1698.

« J'ay déjà remarqué que le Portugal produit quantité de Citrons et d'Oranges douces, mais je n'ay pas dit que l'origine de ces fruits que nous appelons en France Orange de Portugal, vient de la Chine, aussi les Hollandais et les Allemands les appellent Cina Appel, c'est-a-dire Pommes de la Chine, il n'y a pas encore quarante ans que les Portugais apportèrent de ce Pays là, la première greffe de ces fruits qui a tellement multiplié qu'on voit aujourd'hui de Forêts entières de ces arbres en Portugal. »

- M. S. Tolkowsky (Directeur général du Jaffa Citrus Exchange), Hesperides. Histoire de la culture et de l'utilisation des Agrumes, Londres. Traduction du chap. I. Revue marocaine des fruits et primeurs de l'Afrique du Nord, avril 1941[175].

« La Chine est séparée du reste du continent asiatique par des montagnes tellement escarpées et par des plateaux tellement élevés que pendant très longtemps la mer a été le seul moyen de communication entre ce pays et le reste du monde; cet isolement empêcha toute introduction en Chine de plantes nouvelles; il obligea d'ailleurs les Chinois, gens très pratiques, à tirer le maximum de profit des nombreuses espèces et variétés de plantes existant dans leur vaste empire. Les Chinois ont toujours été, et sont peut-être encore, les premiers horticulteurs du monde; leur sens inné de la beauté et leur inclination à attacher à chaque chose une signification symbolique leur a fait considérer depuis très longtemps l'orange et le cédrat comme les symboles du bonheur.
L'étude de la poésie, de la peinture, de l'archéologie chinoises permettent de reconstituer assez bien l'histoire des Agrumes en Chine. Le plus ancien document historique, dans lequel il soit fait mention de l'orange, est chinois; c'est le Shu-King, [ ] probablement écrit par Confucius vers l'an 500 avant J.C. les faits les plus anciens relatés dans ce document datent du XXIVe siècle av. J.-C. On y parle des kü (oranges) et des yu (pamplemousses) cultivés alors dans les provinces connues aujourd'hui sous les noms de Chekiang, Anhui et Kiang-si.
Au IVe siècle de notre ère, le cédrat, probablement importé de l'Inde, est connu sous le nom de fo-sfu-kan (Main de Bouddha); à cause de sa forme et de son parfum, il est le symbole de la félicité. »

- Eugenio Butelli , Andrés Garcia-Lor et al. Changes in Anthocyanin Production during Domestication of Citrus, Oxford University Press, Plant Physiol. 173(4): 2225–2242, avril 2017.

« Dans la tradition chinoise, l'utilisation précoce des agrumes était strictement religieuse et principalement associée aux fleurs. Les fleurs de kumquat représentaient la chance et la prospérité, tandis que les fleurs blanches de mandarine et d'orange étaient des symboles de pureté et d'innocence. Ce symbolisme a persisté dans le christianisme moderne (Heilmeyer, 2001; Moore et Garibaldi, 2003). La présence simultanée de fruits dorés et de fleurs blanches reste un élément central de la symbolique de C. tachibana, arbre sacré au Japon. Il est impossible de savoir dans quelle mesure l'intervention humaine a joué un rôle significatif dans la sélection des variétés de mandarine, pomelo et kumquat à fleurs blanc pur à des fins ornementales et religieuses. Notre étude indique cependant que la capacité à accumuler des anthocyanes a été perdue indépendamment, à plusieurs reprises au cours de l'évolution des Citrus, à la suite de mutations du gène Ruby »